# Gemeinden des Kantons Aargau

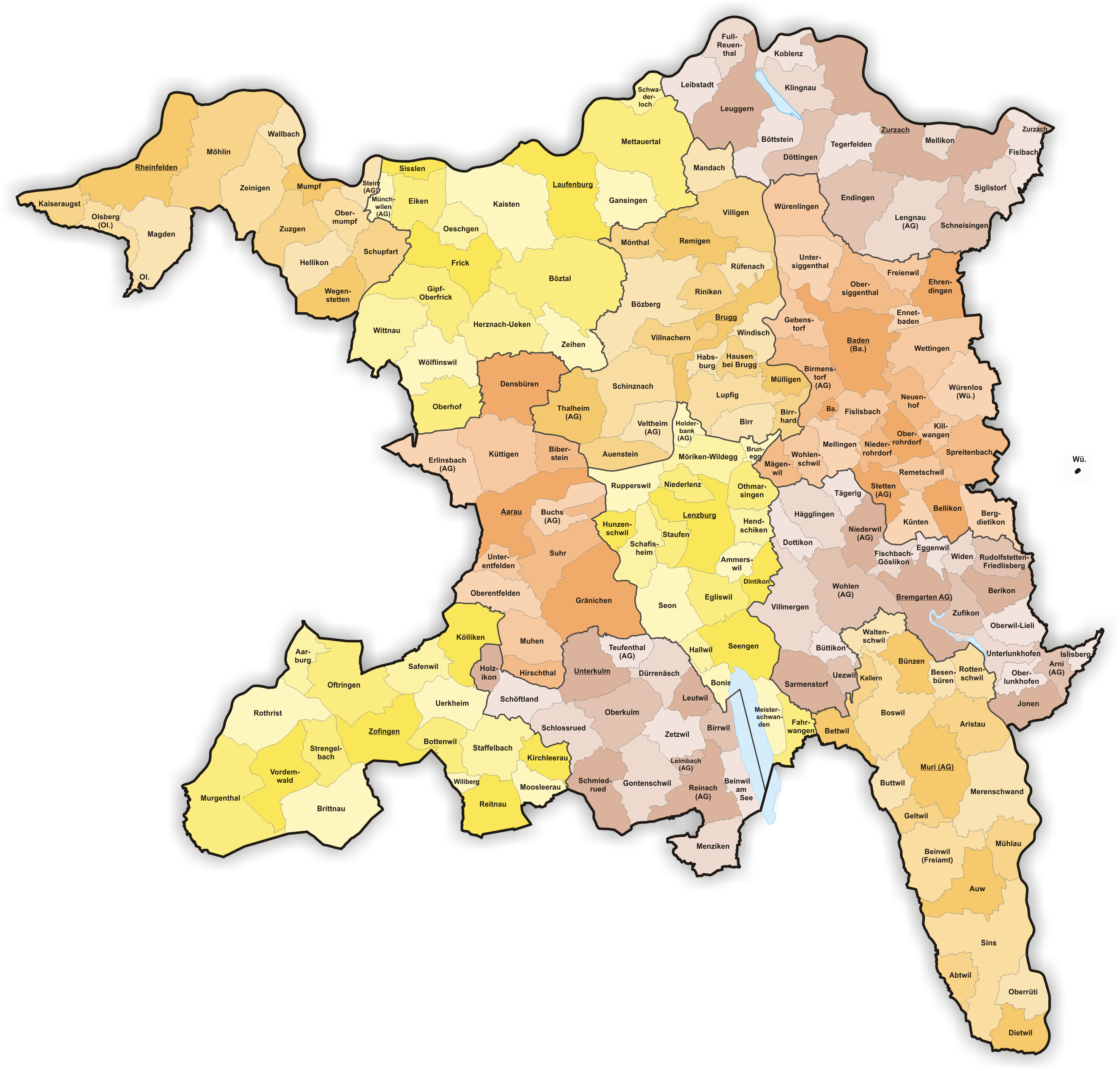
Karte der Gemeinden des Kantons Aargau per Januar 2024

Der Kanton Aargau umfasst 197 politische Gemeinden, die im Aargau offiziell Einwohnergemeinden genannt werden (Stand: Januar 2024). Hauptort ist Aarau. Bezirkshauptorte sind fett hervorgehoben.
Eine geographische Besonderheit hinsichtlich der Gemeinden des Kantons Aargau ist, dass das Kloster Fahr als aargauische Exklave im Kanton Zürich liegt bzw. von diesem umschlossen ist. Das Kloster Fahr gehört administrativ zur aargauischen Gemeinde Würenlos.

## Liste der Gemeinden
| Wappen                     | Name der Gemeinde                 | Einwohner 31. Dezember 2023 | Ausländeranteil in Prozent 31. Dezember 2023 | Fläche in km²             | Einw. pro km²             | Bezirk      |
| -------------------------- | --------------------------------- | --------------------------- | -------------------------------------------- | ------------------------- | ------------------------- | ----------- |
| Aarau                      | Aarau                             | 22'290                      | 22,8                                         | 12,34                     | 1806                      | Aarau       |
| Aarburg                    | Aarburg                           | 8891                        | 45,9                                         | 4,41                      | 2016                      | Zofingen    |
| Abtwil                     | Abtwil                            | 1063                        | 18,5                                         | 4,14                      | 257                       | Muri        |
| AlpnAmmerswilach           | Ammerswil                         | 795                         | 14,6                                         | 3,19                      | 249                       | Lenzburg    |
| Aristau                    | Aristau                           | 1646                        | 19,5                                         | 8,64                      | 191                       | Muri        |
| Arni                       | Arni (AG)                         | 1898                        | 14,0                                         | 3,37                      | 563                       | Bremgarten  |
| Auenstein                  | Auenstein                         | 1728                        | 13,3                                         | 5,68                      | 304                       | Brugg       |
| Auw                        | Auw                               | 2290                        | 22,1                                         | 8,56                      | 268                       | Muri        |
| Baden                      | Baden                             | 23'587                      | 27,3                                         | 14,72                     | 1602                      | Baden       |
| Beinwil                    | Beinwil (Freiamt)                 | 1279                        | 13,1                                         | 11,31                     | 113                       | Muri        |
| Beinwil am See             | Beinwil am See                    | 3601                        | 18,4                                         | 3,82                      | 943                       | Kulm        |
| Bellikon                   | Bellikon                          | 1592                        | 13,4                                         | 4,94                      | 322                       | Baden       |
| Bergdietikon               | Bergdietikon                      | 2946                        | 19,9                                         | 5,94                      | 496                       | Baden       |
| Berikon                    | Berikon                           | 4934                        | 20,3                                         | 5,38                      | 917                       | Bremgarten  |
| Besenbüren                 | Besenbüren                        | 639                         | 10,6                                         | 2,38                      | 268                       | Muri        |
| Bettwil                    | Bettwil                           | 695                         | 10,9                                         | 4,25                      | 164                       | Muri        |
| Biberstein                 | Biberstein                        | 1644                        | 11,4                                         | 4,10                      | 401                       | Aarau       |
| Birmenstorf                | Birmenstorf                       | 3040                        | 21,2                                         | 7,80                      | 390                       | Baden       |
| Birr                       | Birr                              | 4718                        | 45,9                                         | 5,05                      | 934                       | Brugg       |
| Birrhard                   | Birrhard                          | 921                         | 25,4                                         | 3,00                      | 307                       | Brugg       |
| Birrwil                    | Birrwil                           | 1389                        | 20,7                                         | 3,41                      | 407                       | Kulm        |
| Boniswil                   | Boniswil                          | 1751                        | 17,8                                         | 2,41                      | 727                       | Lenzburg    |
| Boswil                     | Boswil                            | 3124                        | 20,6                                         | 11,78                     | 265                       | Muri        |
| Bottenwil                  | Bottenwil                         | 868                         | 10,8                                         | 5,10                      | 170                       | Zofingen    |
| Böttstein                  | Böttstein                         | 4305                        | 43,4                                         | 7,43                      | 579                       | Zurzach     |
| Bözberg                    | Bözberg                           | 1670                        | 12,3                                         | 15,50                     | 108                       | Brugg       |
| Böztal                     | Böztal                            | 2896                        | 19,0                                         | 22,31                     | 130                       | Laufenburg  |
| Bremgarten                 | Bremgarten                        | 8834                        | 23,3                                         | 11,36                     | 778                       | Bremgarten  |
| Brittnau                   | Brittnau                          | 4257                        | 13,3                                         | 13,67                     | 311                       | Zofingen    |
| Brugg                      | Brugg                             | 13'288                      | 31,2                                         | 8,25                      | 1611                      | Brugg       |
| Brunegg                    | Brunegg                           | 907                         | 26,0                                         | 1,55                      | 585                       | Lenzburg    |
| Buchs                      | Buchs                             | 8429                        | 36,7                                         | 5,32                      | 1584                      | Aarau       |
| Bünzen                     | Bünzen                            | 1233                        | 18,9                                         | 5,78                      | 213                       | Muri        |
| Büttikon                   | Büttikon                          | 1144                        | 19,0                                         | 2,82                      | 406                       | Bremgarten  |
| Buttwil                    | Buttwil                           | 1276                        | 12,4                                         | 4,57                      | 279                       | Muri        |
| Densbüren                  | Densbüren                         | 771                         | 13,0                                         | 12,52                     | 62                        | Aarau       |
| Dietwil                    | Dietwil                           | 1445                        | 18,7                                         | 5,49                      | 263                       | Muri        |
| Dintikon                   | Dintikon                          | 2432                        | 27,8                                         | 3,72                      | 654                       | Lenzburg    |
| Dottikon                   | Dottikon                          | 4160                        | 40,5                                         | 3,88                      | 1072                      | Bremgarten  |
| Döttingen                  | Döttingen                         | 4473                        | 44,1                                         | 6,93                      | 645                       | Zurzach     |
| Dürrenäsch                 | Dürrenäsch                        | 1373                        | 13,3                                         | 5,91                      | 232                       | Kulm        |
| Eggenwil                   | Eggenwil                          | 1031                        | 19,6                                         | 2,46                      | 419                       | Bremgarten  |
| Egliswil                   | Egliswil                          | 1544                        | 15,8                                         | 6,29                      | 245                       | Lenzburg    |
| Ehrendingen                | Ehrendingen                       | 4906                        | 18,2                                         | 7,29                      | 673                       | Baden       |
| Eiken                      | Eiken                             | 2447                        | 25,1                                         | 7,08                      | 346                       | Laufenburg  |
| Endingen                   | Endingen                          | 2703                        | 20,4                                         | 11,91                     | 227                       | Zurzach     |
| Ennetbaden                 | Ennetbaden                        | 3672                        | 23,4                                         | 2,11                      | 1740                      | Baden       |
| Erlinsbach                 | Erlinsbach                        | 4563                        | 19,0                                         | 9,86                      | 463                       | Aarau       |
| Fahrwangen                 | Fahrwangen                        | 2497                        | 26,6                                         | 4,01                      | 623                       | Lenzburg    |
| Fischbach-Göslikon         | Fischbach-Göslikon                | 1706                        | 20,3                                         | 3,07                      | 556                       | Bremgarten  |
| Fisibach                   | Fisibach                          | 590                         | 34,9                                         | 5,77                      | 102                       | Zurzach     |
| Fislisbach                 | Fislisbach                        | 6090                        | 28,4                                         | 5,05                      | 1206                      | Baden       |
| Freienwil                  | Freienwil                         | 1116                        | 14,1                                         | 3,99                      | 280                       | Baden       |
| Frick                      | Frick                             | 5741                        | 27,5                                         | 9,96                      | 576                       | Laufenburg  |
| Full-Reuenthal             | Full-Reuenthal                    | 994                         | 22,3                                         | 4,78                      | 208                       | Zurzach     |
| Gansingen                  | Gansingen                         | 1097                        | 13,2                                         | 8,77                      | 125                       | Laufenburg  |
| Gebenstorf                 | Gebenstorf                        | 5761                        | 28,0                                         | 5,65                      | 1020                      | Baden       |
| Geltwil                    | Geltwil                           | 232                         | 12,5                                         | 3,28                      | 71                        | Muri        |
| Gipf-Oberfrick             | Gipf-Oberfrick                    | 3878                        | 16,5                                         | 10,17                     | 381                       | Laufenburg  |
| Gontenschwil               | Gontenschwil                      | 2182                        | 19,7                                         | 9,74                      | 224                       | Kulm        |
| Gränichen                  | Gränichen                         | 8625                        | 24,6                                         | 17,23                     | 501                       | Aarau       |
| Habsburg                   | Habsburg                          | 435                         | 10,3                                         | 2,23                      | 195                       | Brugg       |
| Aarburg                    | Hägglingen                        | 2529                        | 16,6                                         | 7,75                      | 326                       | Bremgarten  |
| Hallwil                    | Hallwil                           | 1021                        | 21,8                                         | 2,18                      | 468                       | Lenzburg    |
| Hausen                     | Hausen                            | 3796                        | 25,7                                         | 3,20                      | 1186                      | Brugg       |
| Hellikon                   | Hellikon                          | 839                         | 9,3                                          | 7,04                      | 119                       | Rheinfelden |
| Hendschiken                | Hendschiken                       | 1351                        | 22,3                                         | 3,52                      | 384                       | Lenzburg    |
| Herznach-Ueken             | Herznach-Ueken                    | 2634                        | 18,9                                         | 11,37                     | 232                       | Laufenburg  |
| Hirschthal                 | Hirschthal                        | 1756                        | 12,6                                         | 3,53                      | 497                       | Aarau       |
| Holderbank                 | Holderbank                        | 1489                        | 34,3                                         | 2,33                      | 639                       | Lenzburg    |
| Holziken                   | Holziken                          | 1742                        | 21,2                                         | 2,86                      | 609                       | Kulm        |
| Hunzenschwil               | Hunzenschwil                      | 4415                        | 31,7                                         | 3,26                      | 1354                      | Lenzburg    |
| Islisberg                  | Islisberg                         | 690                         | 14,5                                         | 1,66                      | 416                       | Bremgarten  |
| Jonen                      | Jonen                             | 2351                        | 16,3                                         | 5,70                      | 412                       | Bremgarten  |
| Kaiseraugst                | Kaiseraugst                       | 5544                        | 29,8                                         | 4,90                      | 1131                      | Rheinfelden |
| Kaisten                    | Kaisten                           | 2948                        | 21,0                                         | 18,09                     | 163                       | Laufenburg  |
| Kallern                    | Kallern                           | 407                         | 8,8                                          | 2,68                      | 152                       | Muri        |
| Killwangen                 | Killwangen                        | 2242                        | 28,1                                         | 2,43                      | 923                       | Baden       |
| Kirchleerau                | Kirchleerau                       | 935                         | 15,6                                         | 4,36                      | 214                       | Zofingen    |
| Klingnau                   | Klingnau                          | 3673                        | 31,1                                         | 6,71                      | 547                       | Zurzach     |
| Koblenz                    | Koblenz                           | 1759                        | 45,8                                         | 4,08                      | 431                       | Zurzach     |
| Kölliken                   | Kölliken                          | 5035                        | 23,7                                         | 8,89                      | 566                       | Zofingen    |
| Künten                     | Künten                            | 1917                        | 18,4                                         | 4,89                      | 392                       | Baden       |
| Küttigen                   | Küttigen                          | 6857                        | 17,2                                         | 11,90                     | 576                       | Aarau       |
| Laufenburg                 | Laufenburg                        | 3800                        | 35,1                                         | 14,47                     | 263                       | Laufenburg  |
| Leibstadt                  | Leibstadt                         | 1596                        | 41,2                                         | 6,40                      | 249                       | Zurzach     |
| Leimbach                   | Leimbach                          | 533                         | 15,6                                         | 1,15                      | 463                       | Kulm        |
| Lengnau                    | Lengnau                           | 2929                        | 16,3                                         | 12,67                     | 231                       | Zurzach     |
| Lenzburg                   | Lenzburg                          | 11'184                      | 29,9                                         | 11,31                     | 989                       | Lenzburg    |
| Leuggern                   | Leuggern                          | 2404                        | 26,7                                         | 13,76                     | 175                       | Zurzach     |
| Leutwil                    | Leutwil                           | 752                         | 10,0                                         | 3,75                      | 201                       | Kulm        |
| Lupfig                     | Lupfig                            | 3359                        | 22,6                                         | 8,45                      | 398                       | Brugg       |
| Magden                     | Magden                            | 3899                        | 15,1                                         | 11,02                     | 354                       | Rheinfelden |
| Mägenwil                   | Mägenwil                          | 2215                        | 26,7                                         | 3,48                      | 636                       | Baden       |
| Mandach                    | Mandach                           | 346                         | 11,6                                         | 5,54                      | 62                        | Brugg       |
| Meisterschwanden           | Meisterschwanden                  | 3267                        | 18,6                                         | 4,25                      | 769                       | Lenzburg    |
| Mellikon                   | Mellikon                          | 237                         | 11,4                                         | 2,70                      | 88                        | Zurzach     |
| Mellingen                  | Mellingen                         | 6170                        | 34,7                                         | 4,87                      | 1267                      | Baden       |
| Menziken                   | Menziken                          | 8400                        | 39,6                                         | 7,32                      | 1148                      | Kulm        |
| Merenschwand               | Merenschwand                      | 3794                        | 20,8                                         | 13,51                     | 281                       | Muri        |
| Mettauertal                | Mettauertal                       | 2158                        | 19,5                                         | 21,59                     | 100                       | Laufenburg  |
| Möhlin                     | Möhlin                            | 11'349                      | 27,0                                         | 18,80                     | 604                       | Rheinfelden |
| Mönthal                    | Mönthal                           | 405                         | 13,8                                         | 3,94                      | 103                       | Brugg       |
| Moosleerau                 | Moosleerau                        | 957                         | 18,3                                         | 3,81                      | 251                       | Zofingen    |
| Möriken-Wildegg            | Möriken-Wildegg                   | 4888                        | 24,2                                         | 6,61                      | 739                       | Lenzburg    |
| Muhen                      | Muhen                             | 4112                        | 15,1                                         | 7,03                      | 585                       | Aarau       |
| Mühlau                     | Mühlau                            | 1336                        | 20,4                                         | 5,52                      | 242                       | Muri        |
| Mülligen                   | Mülligen                          | 1078                        | 20,8                                         | 3,16                      | 341                       | Brugg       |
| Mumpf                      | Mumpf                             | 1549                        | 35,0                                         | 3,14                      | 493                       | Rheinfelden |
| Münchwilen                 | Münchwilen                        | 1070                        | 28,8                                         | 2,46                      | 435                       | Laufenburg  |
| Murgenthal                 | Murgenthal                        | 3101                        | 22,1                                         | 18,62                     | 167                       | Zofingen    |
| Muri                       | Muri                              | 8602                        | 23,3                                         | 12,34                     | 697                       | Muri        |
| Neuenhof                   | Neuenhof                          | 9087                        | 52,0                                         | 5,38                      | 1689                      | Baden       |
| Niederlenz                 | Niederlenz                        | 4896                        | 28,9                                         | 3,31                      | 1479                      | Lenzburg    |
| Niederrohrdorf             | Niederrohrdorf                    | 4648                        | 19,2                                         | 3,33                      | 1396                      | Baden       |
| Niederwil                  | Niederwil                         | 3042                        | 19,3                                         | 6,15                      | 495                       | Bremgarten  |
| Oberentfelden              | Oberentfelden                     | 8907                        | 36,3                                         | 7,16                      | 1244                      | Aarau       |
| Oberhof                    | Oberhof                           | 580                         | 9,5                                          | 8,20                      | 71                        | Laufenburg  |
| Oberkulm                   | Oberkulm                          | 2999                        | 27,5                                         | 9,41                      | 319                       | Kulm        |
| Oberlunkhofen              | Oberlunkhofen                     | 2193                        | 14,4                                         | 3,25                      | 675                       | Bremgarten  |
| Obermumpf                  | Obermumpf                         | 1072                        | 19,9                                         | 5,02                      | 214                       | Rheinfelden |
| Oberrohrdorf               | Oberrohrdorf                      | 4255                        | 19,9                                         | 4,30                      | 990                       | Baden       |
| Oberrüti                   | Oberrüti                          | 1600                        | 14,4                                         | 5,38                      | 297                       | Muri        |
| Obersiggenthal             | Obersiggenthal                    | 8881                        | 32,6                                         | 8,36                      | 1062                      | Baden       |
| Oberwil-Lieli              | Oberwil-Lieli                     | 2605                        | 12,2                                         | 5,35                      | 487                       | Bremgarten  |
| Oeschgen                   | Oeschgen                          | 1176                        | 16,6                                         | 4,38                      | 268                       | Laufenburg  |
| Oftringen                  | Oftringen                         | 15'080                      | 40,0                                         | 12,85                     | 1174                      | Zofingen    |
| Olsberg                    | Olsberg                           | 367                         | 15,3                                         | 4,61                      | 80                        | Rheinfelden |
| Othmarsingen               | Othmarsingen                      | 3155                        | 27,6                                         | 4,72                      | 668                       | Lenzburg    |
| Reinach                    | Reinach                           | 9499                        | 44,1                                         | 9,47                      | 1003                      | Kulm        |
| Reitnau                    | Reitnau                           | 1627                        | 12,0                                         | 8,02                      | 203                       | Zofingen    |
| Remetschwil                | Remetschwil                       | 2113                        | 15,8                                         | 3,88                      | 545                       | Baden       |
| Remigen                    | Remigen                           | 1385                        | 20,6                                         | 7,87                      | 176                       | Brugg       |
| Rheinfelden                | Rheinfelden                       | 13'854                      | 34,4                                         | 16,02                     | 865                       | Rheinfelden |
| Riniken                    | Riniken                           | 1555                        | 21,5                                         | 4,76                      | 327                       | Brugg       |
| Rothrist                   | Rothrist                          | 9866                        | 25,6                                         | 11,85                     | 833                       | Zofingen    |
| Rottenschwil               | Rottenschwil                      | 946                         | 17,1                                         | 4,49                      | 211                       | Muri        |
| Rudolfstetten-Friedlisberg | Rudolfstetten-Friedlisberg        | 4599                        | 29,3                                         | 4,90                      | 939                       | Bremgarten  |
| Rüfenach                   | Rüfenach                          | 874                         | 14,5                                         | 4,17                      | 210                       | Brugg       |
| Rupperswil                 | Rupperswil                        | 6041                        | 24,2                                         | 6,22                      | 971                       | Lenzburg    |
| Safenwil                   | Safenwil                          | 4564                        | 29,2                                         | 5,99                      | 762                       | Zofingen    |
| Sarmenstorf                | Sarmenstorf                       | 3118                        | 15,6                                         | 8,30                      | 376                       | Bremgarten  |
| Schafisheim                | Schafisheim                       | 3137                        | 21,1                                         | 6,33                      | 496                       | Lenzburg    |
| Schinznach                 | Schinznach                        | 2430                        | 19,1                                         | 12,24                     | 199                       | Brugg       |
| Schlossrued                | Schlossrued                       | 873                         | 11,6                                         | 7,25                      | 120                       | Kulm        |
| Schmiedrued                | Schmiedrued                       | 1152                        | 10,9                                         | 8,65                      | 133                       | Kulm        |
| Schneisingen               | Schneisingen                      | 1562                        | 14,1                                         | 8,26                      | 189                       | Zurzach     |
| Schöftland                 | Schöftland                        | 4555                        | 18,6                                         | 6,28                      | 725                       | Kulm        |
| Schupfart                  | Schupfart                         | 883                         | 18,8                                         | 7,05                      | 125                       | Rheinfelden |
| Schwaderloch               | Schwaderloch                      | 723                         | 30,0                                         | 2,77                      | 261                       | Laufenburg  |
| Seengen                    | Seengen                           | 4411                        | 12,2                                         |                           | Node-count limit exceeded | Lenzburg    |
| Seon                       | Seon                              | Node-count limit exceeded   | Node-count limit exceeded                    | Node-count limit exceeded | Node-count limit exceeded | Lenzburg    |
| Siglistorf                 | Siglistorf                        | Node-count limit exceeded   | Node-count limit exceeded                    | Node-count limit exceeded | Node-count limit exceeded | Zurzach     |
| Sins                       | Sins                              | Node-count limit exceeded   | Node-count limit exceeded                    | Node-count limit exceeded | Node-count limit exceeded | Muri        |
| Sisseln                    | Sisseln                           | Node-count limit exceeded   | Node-count limit exceeded                    | Node-count limit exceeded | Node-count limit exceeded | Laufenburg  |
| Spreitenbach               | Spreitenbach                      | Node-count limit exceeded   | Node-count limit exceeded                    | Node-count limit exceeded | Node-count limit exceeded | Baden       |
| Staffelbach                | Staffelbach                       | Node-count limit exceeded   | Node-count limit exceeded                    | Node-count limit exceeded | Node-count limit exceeded | Zofingen    |
| Staufen                    | Staufen                           | Node-count limit exceeded   | Node-count limit exceeded                    | Node-count limit exceeded | Node-count limit exceeded | Lenzburg    |
| Stein                      | Stein                             | Node-count limit exceeded   | Node-count limit exceeded                    | Node-count limit exceeded | Node-count limit exceeded | Rheinfelden |
| Stetten                    | Stetten                           | Node-count limit exceeded   | Node-count limit exceeded                    | Node-count limit exceeded | Node-count limit exceeded | Baden       |
| Strengelbach               | Strengelbach                      | Node-count limit exceeded   | Node-count limit exceeded                    | Node-count limit exceeded | Node-count limit exceeded | Zofingen    |
| Suhr                       | Suhr                              | Node-count limit exceeded   | Node-count limit exceeded                    | Node-count limit exceeded | Node-count limit exceeded | Aarau       |
| Tägerig                    | Node-count limit exceededTägerig  | Node-count limit exceeded   | Node-count limit exceeded                    | Node-count limit exceeded | Node-count limit exceeded | Bremgarten  |
| Tegerfelden                | Tegerfelden                       | Node-count limit exceeded   | Node-count limit exceeded                    | Node-count limit exceeded | Node-count limit exceeded | Zurzach     |
| Teufenthal                 | Teufenthal                        | Node-count limit exceeded   | Node-count limit exceeded                    | Node-count limit exceeded | Node-count limit exceeded | Kulm        |
| Thalheim                   | Thalheim                          | Node-count limit exceeded   | Node-count limit exceeded                    | Node-count limit exceeded | Node-count limit exceeded | Brugg       |
| Uerkheim                   | Uerkheim                          | Node-count limit exceeded   | Node-count limit exceeded                    | Node-count limit exceeded | Node-count limit exceeded | Zofingen    |
| Uezwil                     | Uezwil                            | Node-count limit exceeded   | Node-count limit exceeded                    | Node-count limit exceeded | Node-count limit exceeded | Bremgarten  |
| Unterentfelden             | Unterentfelden                    | Node-count limit exceeded   | Node-count limit exceeded                    | Node-count limit exceeded | Node-count limit exceeded | Aarau       |
| Unterkulm                  | Unterkulm                         | Node-count limit exceeded   | Node-count limit exceeded                    | Node-count limit exceeded | Node-count limit exceeded | Kulm        |
| Unterlunkhofen             | Unterlunkhofen                    | Node-count limit exceeded   | Node-count limit exceeded                    | Node-count limit exceeded | Node-count limit exceeded | Bremgarten  |
| Untersiggenthal            | Untersiggenthal                   | Node-count limit exceeded   | Node-count limit exceeded                    | Node-count limit exceeded | Node-count limit exceeded | Baden       |
| Veltheim                   | Node-count limit exceededVeltheim | Node-count limit exceeded   | Node-count limit exceeded                    | Node-count limit exceeded | Node-count limit exceeded | Brugg       |
| Villigen                   | Villigen                          | Node-count limit exceeded   | Node-count limit exceeded                    | Node-count limit exceeded | Node-count limit exceeded | Brugg       |
| Villmergen                 | Villmergen                        | Node-count limit exceeded   | Node-count limit exceeded                    | Node-count limit exceeded | Node-count limit exceeded | Bremgarten  |
| Villnachern                | Villnachern                       | Node-count limit exceeded   | Node-count limit exceeded                    | Node-count limit exceeded | Node-count limit exceeded | Brugg       |
| Vordemwald                 | Vordemwald                        | Node-count limit exceeded   | Node-count limit exceeded                    | Node-count limit exceeded | Node-count limit exceeded | Zofingen    |
| Wallbach                   | Node-count limit exceededWallbach | Node-count limit exceeded   | Node-count limit exceeded                    | Node-count limit exceeded | Node-count limit exceeded | Rheinfelden |
| Waltenschwil               | Waltenschwil                      | Node-count limit exceeded   | Node-count limit exceeded                    | Node-count limit exceeded | Node-count limit exceeded | Muri        |
| Wegenstetten               | Wegenstetten                      | Node-count limit exceeded   | Node-count limit exceeded                    | Node-count limit exceeded | Node-count limit exceeded | Rheinfelden |
| Wettingen                  | Wettingen                         | Node-count limit exceeded   | Node-count limit exceeded                    | Node-count limit exceeded | Node-count limit exceeded | Baden       |
| Widen                      | Widen                             | Node-count limit exceeded   | Node-count limit exceeded                    | Node-count limit exceeded | Node-count limit exceeded | Bremgarten  |
| Wiliberg                   | Wiliberg                          | Node-count limit exceeded   | Node-count limit exceeded                    | Node-count limit exceeded | Node-count limit exceeded | Zofingen    |
| Windisch                   | Windisch                          | Node-count limit exceeded   | Node-count limit exceeded                    | Node-count limit exceeded | Node-count limit exceeded | Brugg       |
| Wittnau                    | Wittnau                           | Node-count limit exceeded   | Node-count limit exceeded                    | Node-count limit exceeded | Node-count limit exceeded | Laufenburg  |
| Wohlen                     | Wohlen                            | Node-count limit exceeded   | Node-count limit exceeded                    | Node-count limit exceeded | Node-count limit exceeded | Bremgarten  |
| Wohlenschwil               | Wohlenschwil                      | Node-count limit exceeded   | Node-count limit exceeded                    | Node-count limit exceeded | Node-count limit exceeded | Baden       |
| Wölflinswil                | Wölflinswil                       | Node-count limit exceeded   | Node-count limit exceeded                    | Node-count limit exceeded | Node-count limit exceeded | Laufenburg  |
| Würenlingen                | Würenlingen                       | Node-count limit exceeded   | Node-count limit exceeded                    | Node-count limit exceeded | Node-count limit exceeded | Baden       |
| Würenlos                   | Würenlos                          | Node-count limit exceeded   | Node-count limit exceeded                    | Node-count limit exceeded | Node-count limit exceeded | Baden       |
| Zeihen                     | Node-count limit exceededZeihen   | Node-count limit exceeded   | Node-count limit exceeded                    | Node-count limit exceeded | Node-count limit exceeded | Laufenburg  |
| Aarburg                    | Zeiningen                         | Node-count limit exceeded   | Node-count limit exceeded                    | Node-count limit exceeded | Node-count limit exceeded | Rheinfelden |
| Zetzwil                    | Zetzwil                           | Node-count limit exceeded   | Node-count limit exceeded                    | Node-count limit exceeded | Node-count limit exceeded | Kulm        |
| Zofingen                   | Zofingen                          | Node-count limit exceeded   | Node-count limit exceeded                    | Node-count limit exceeded | Node-count limit exceeded | Zofingen    |
| Zufikon                    | Zufikon                           | Node-count limit exceeded   | Node-count limit exceeded                    | Node-count limit exceeded | Node-count limit exceeded | Bremgarten  |
| Zurzach                    | Zurzach                           | Node-count limit exceeded   | Node-count limit exceeded                    | Node-count limit exceeded | Node-count limit exceeded | Zurzach     |
| Zuzgen                     | Zuzgen                            | Node-count limit exceeded   | Node-count limit exceeded                    | Node-count limit exceeded | Node-count limit exceeded | Rheinfelden |
| Kanton Aargau              | Kanton Aargau (197)               | Node-count limit exceeded   | Node-count limit exceeded                    | Node-count limit exceeded | Node-count limit exceeded | —           |

Node-count limit exceeded

## Veränderungen im Gemeindebestand seit 1853

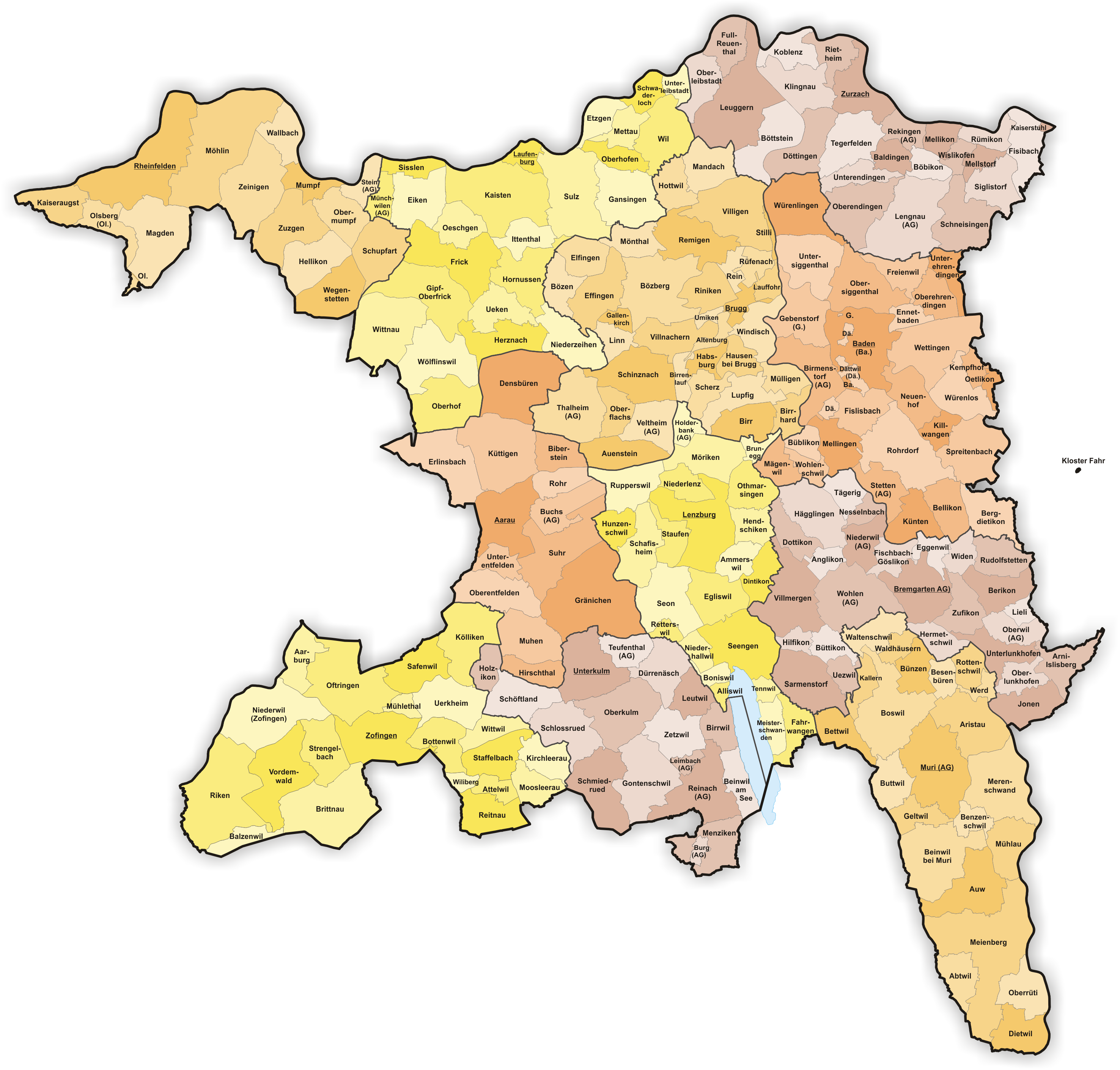
Gemeinden bis 1852
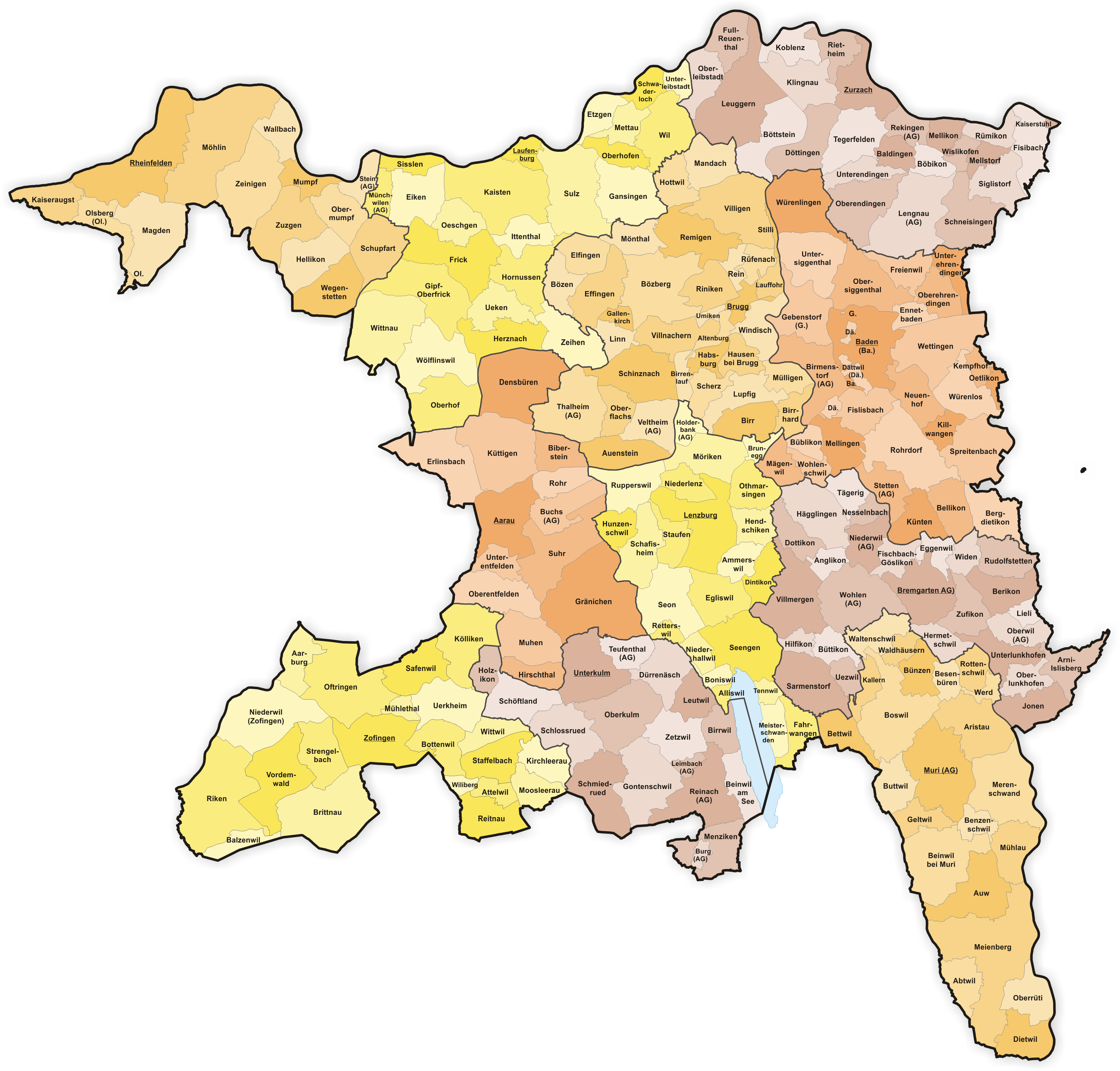
Gemeinden bis 1853
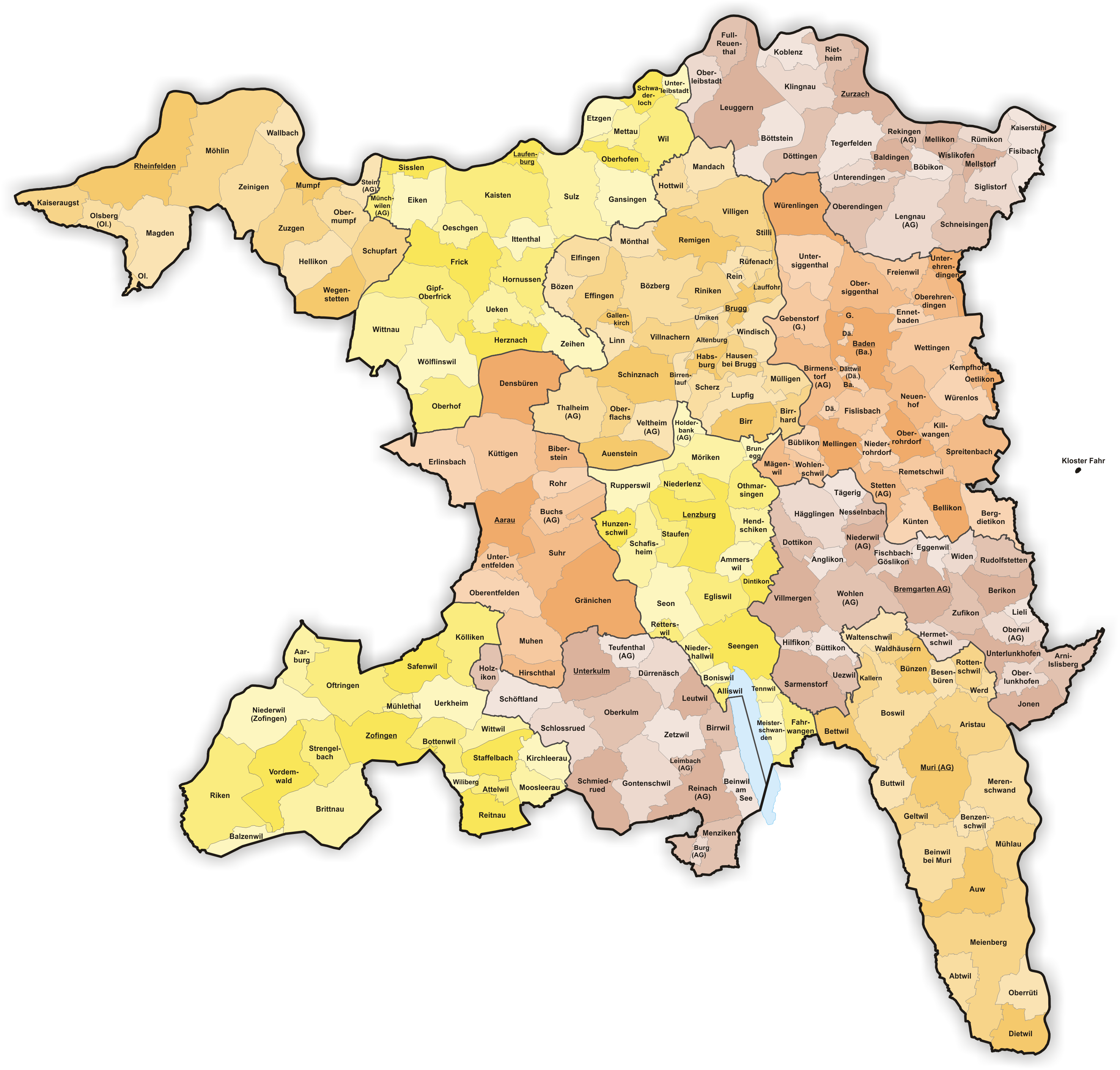
Gemeinden bis 1865
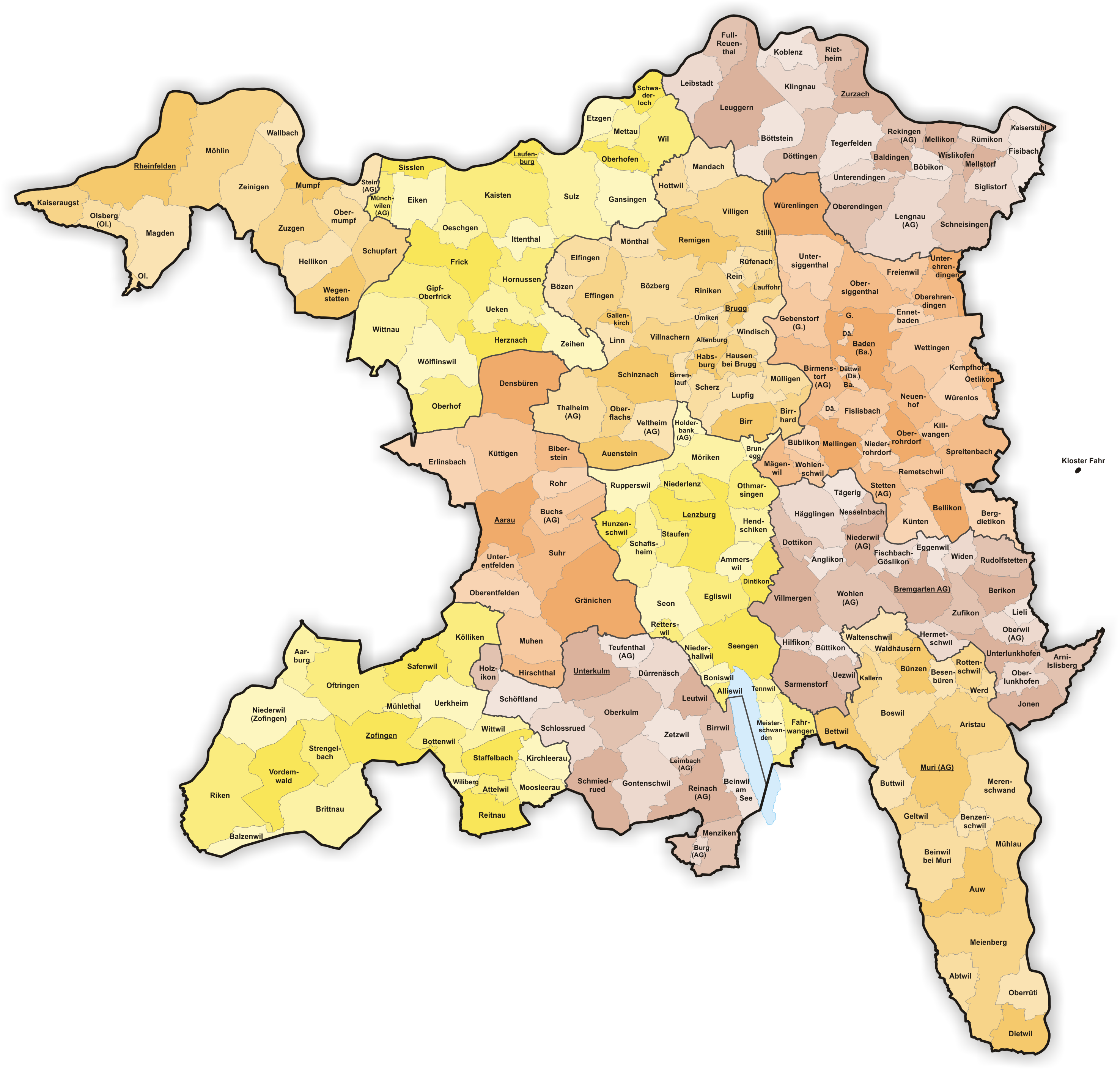
Gemeinden bis 1872
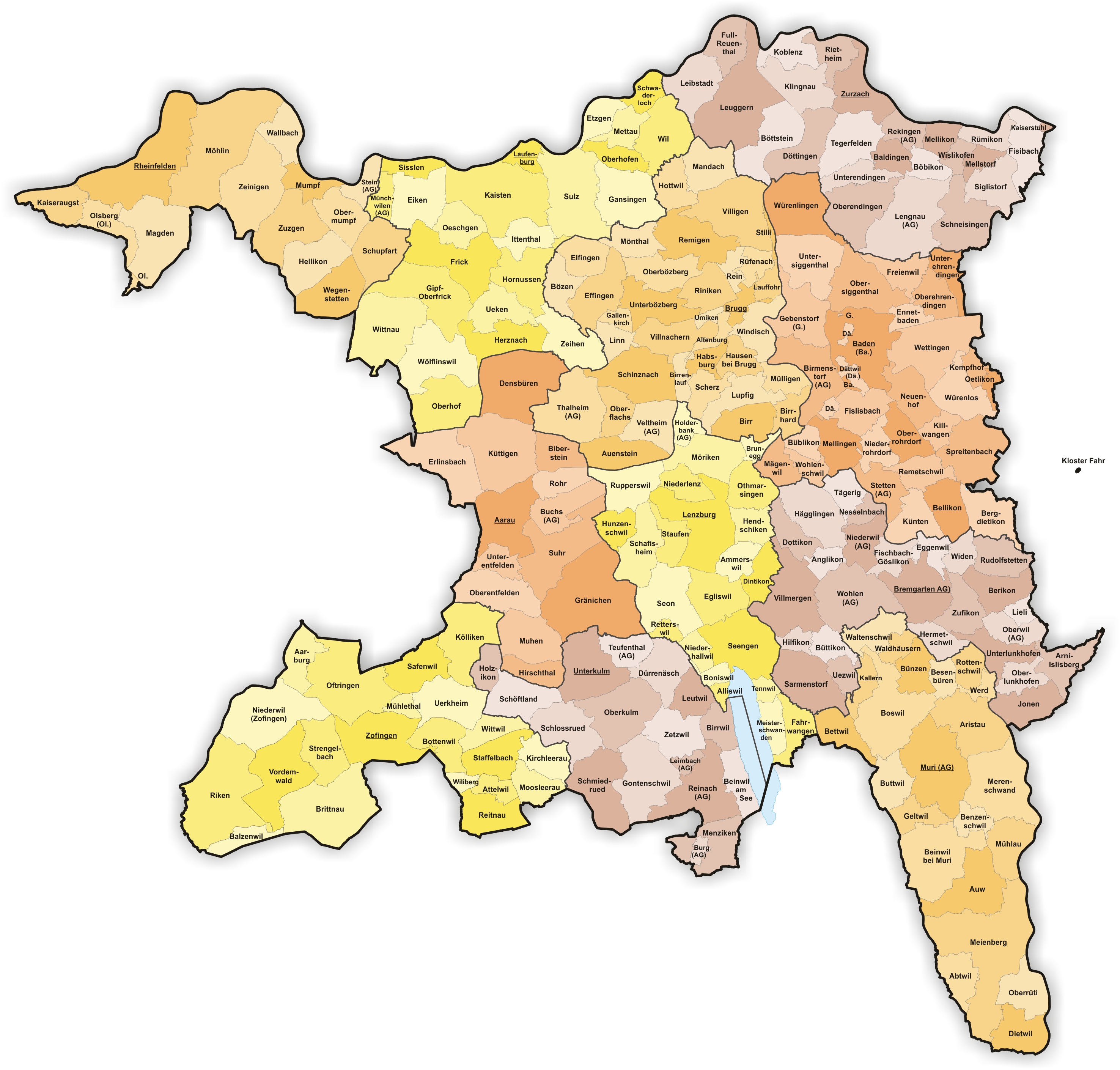
Gemeinden bis 1882
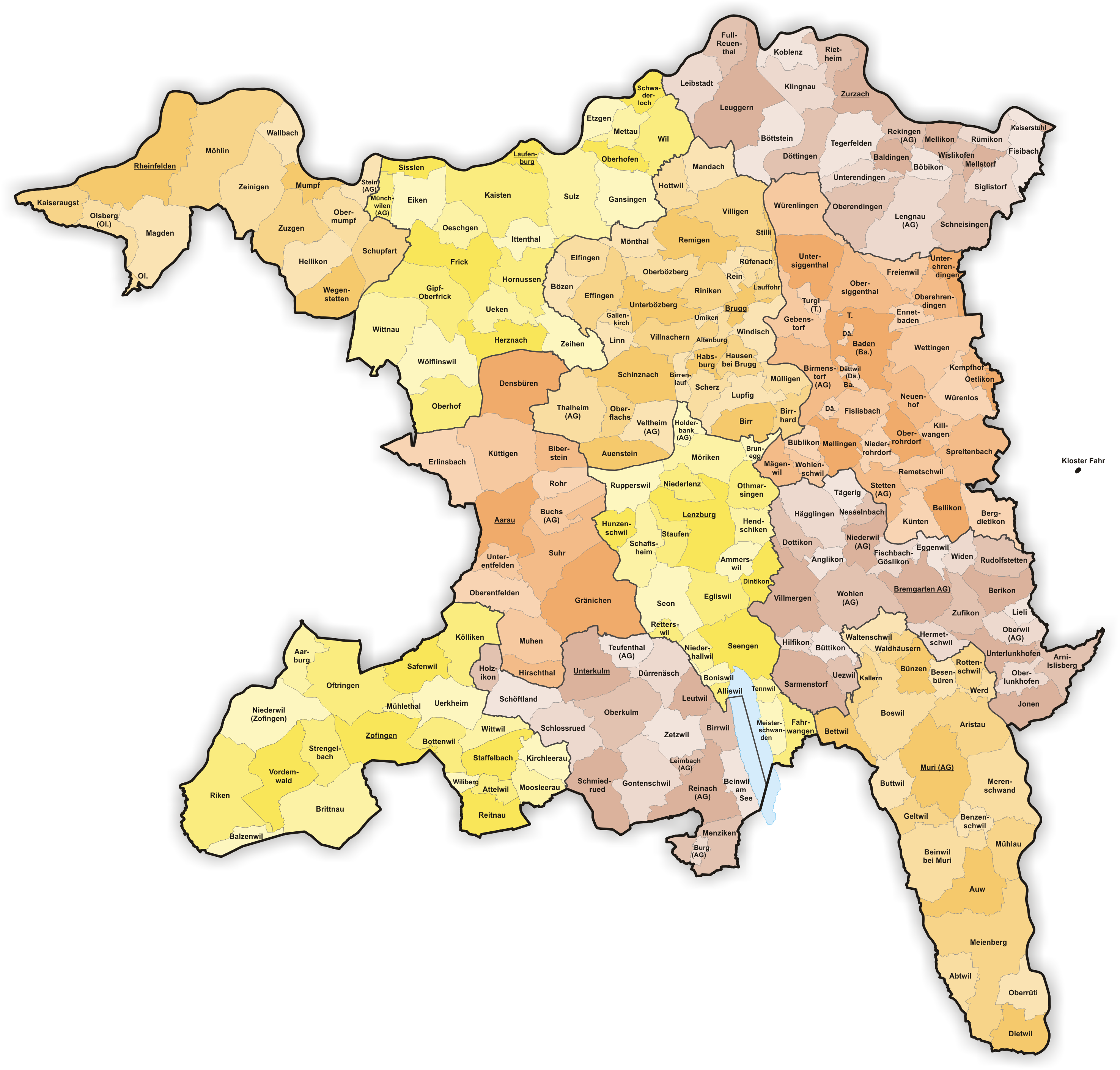
Gemeinden bis 1889
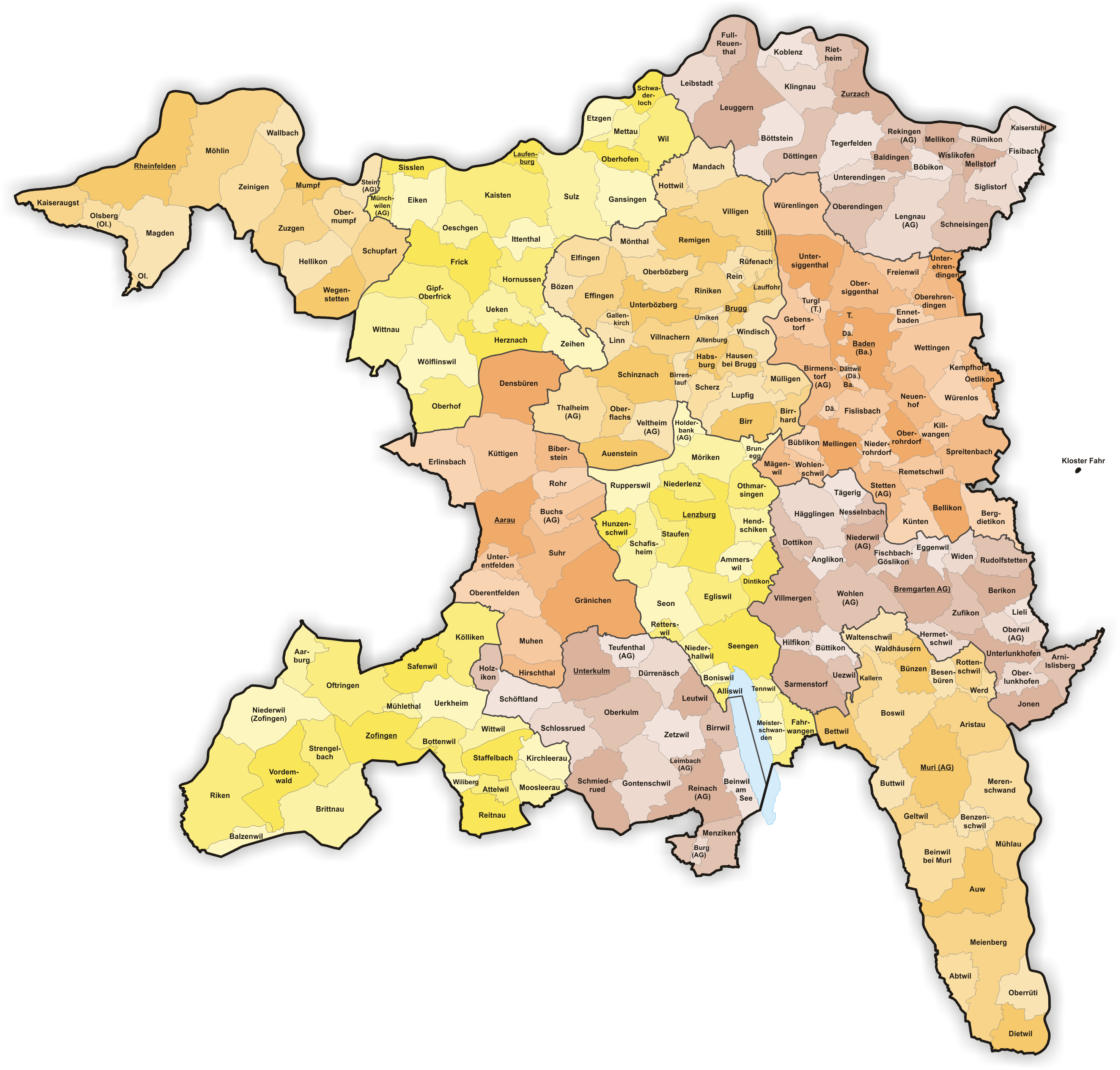
Gemeinden bis 1897
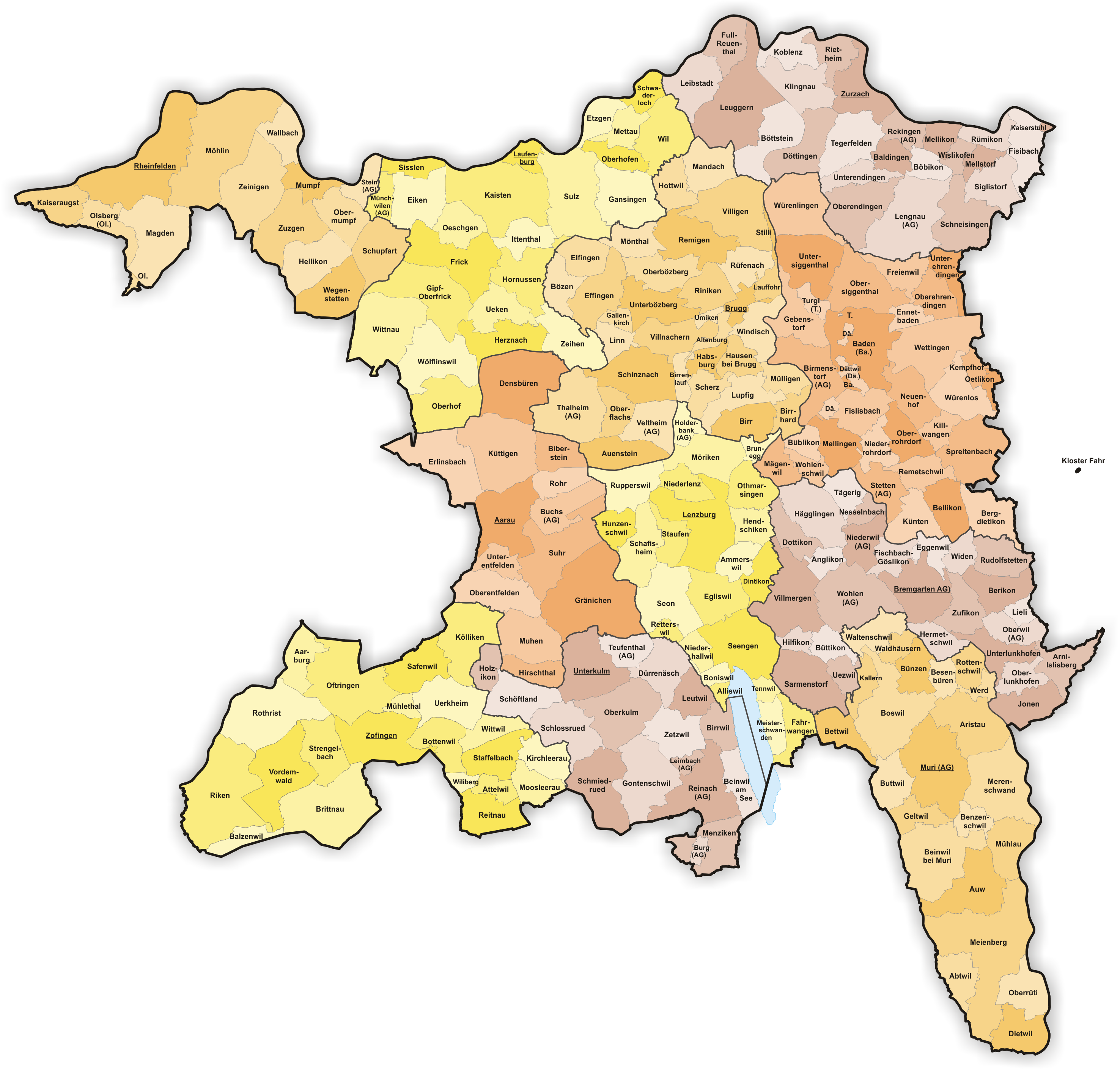
Gemeinden bis 1898
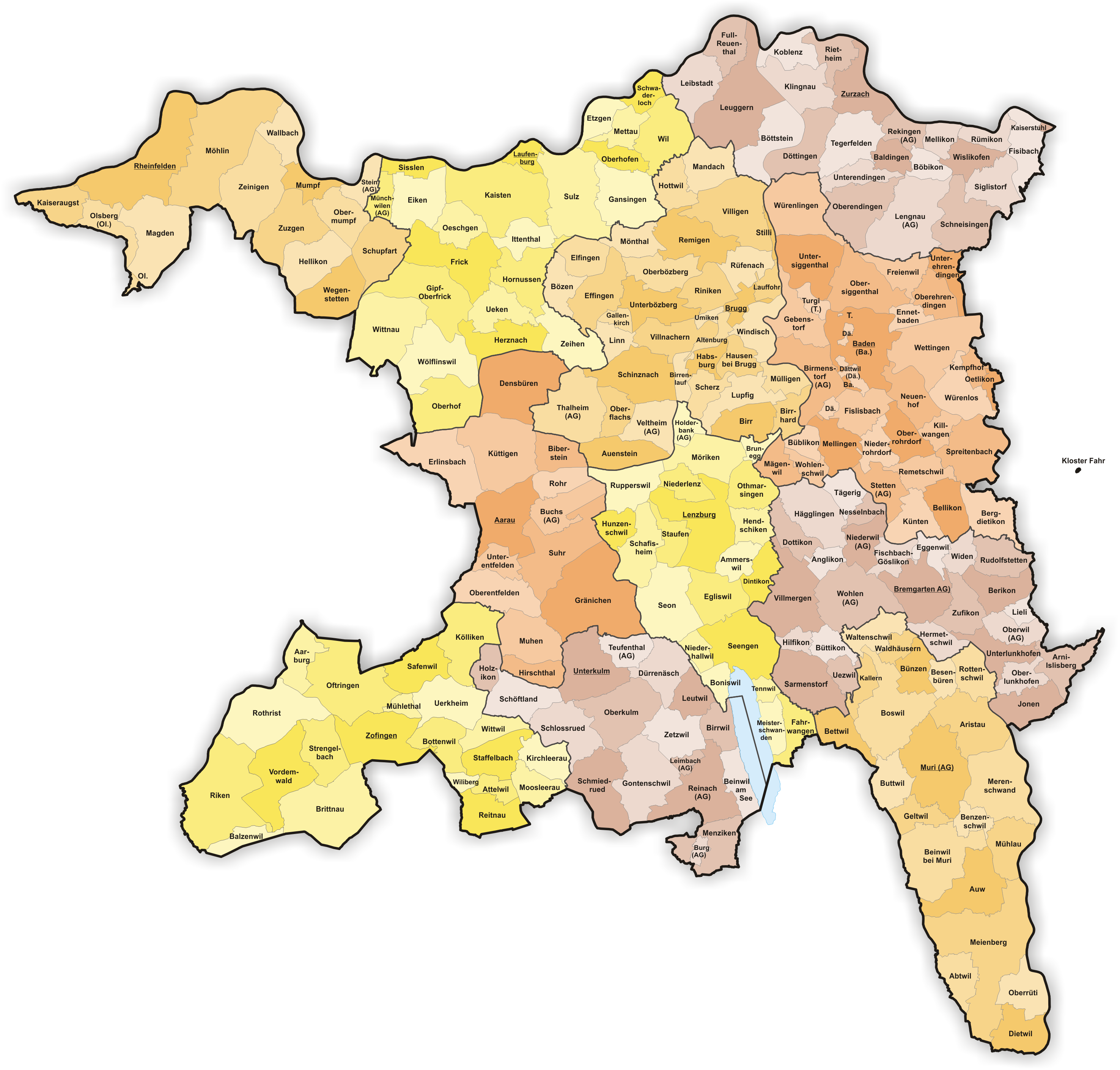
Gemeinden bis 1899
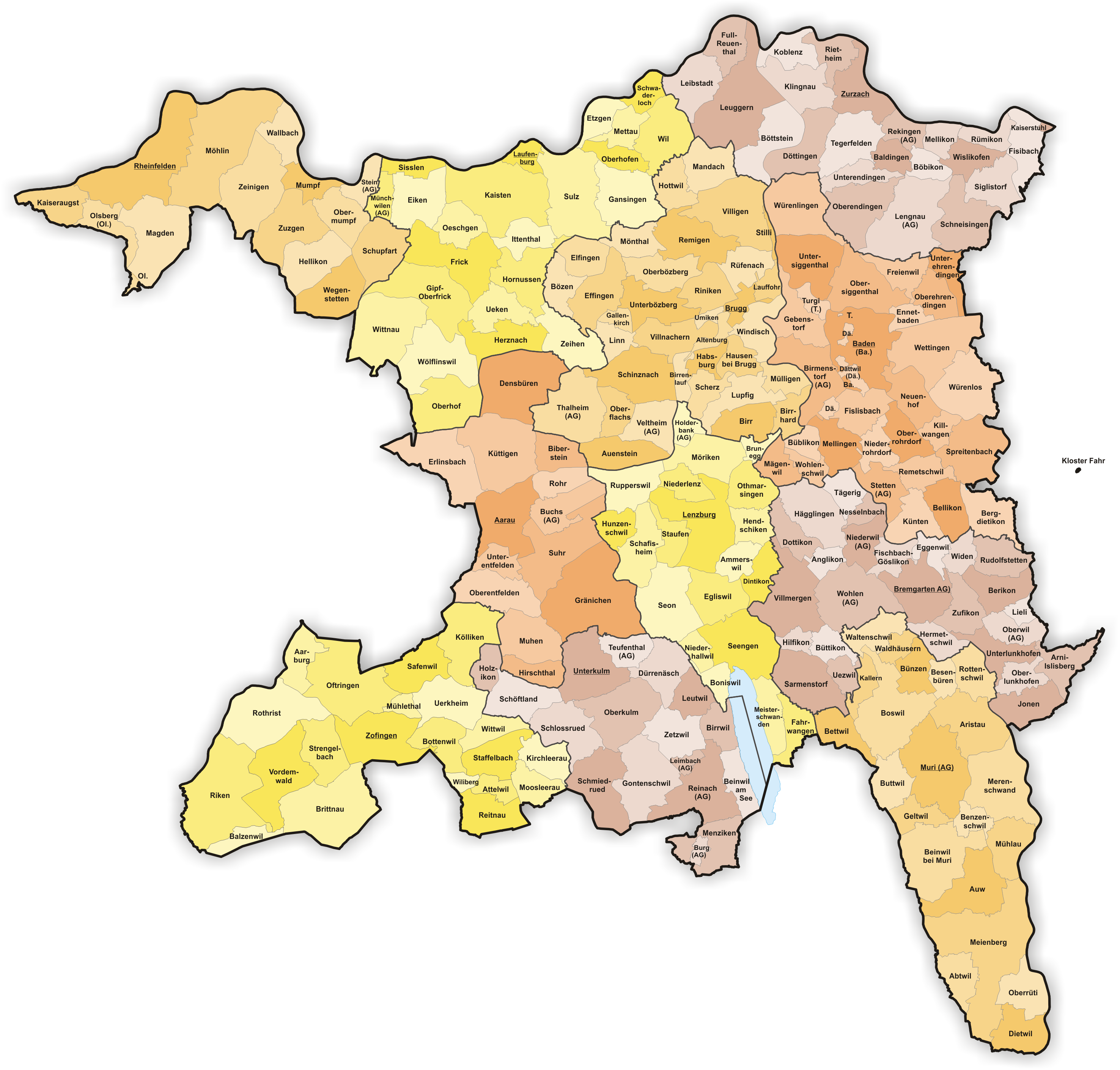
Gemeinden bis 1900
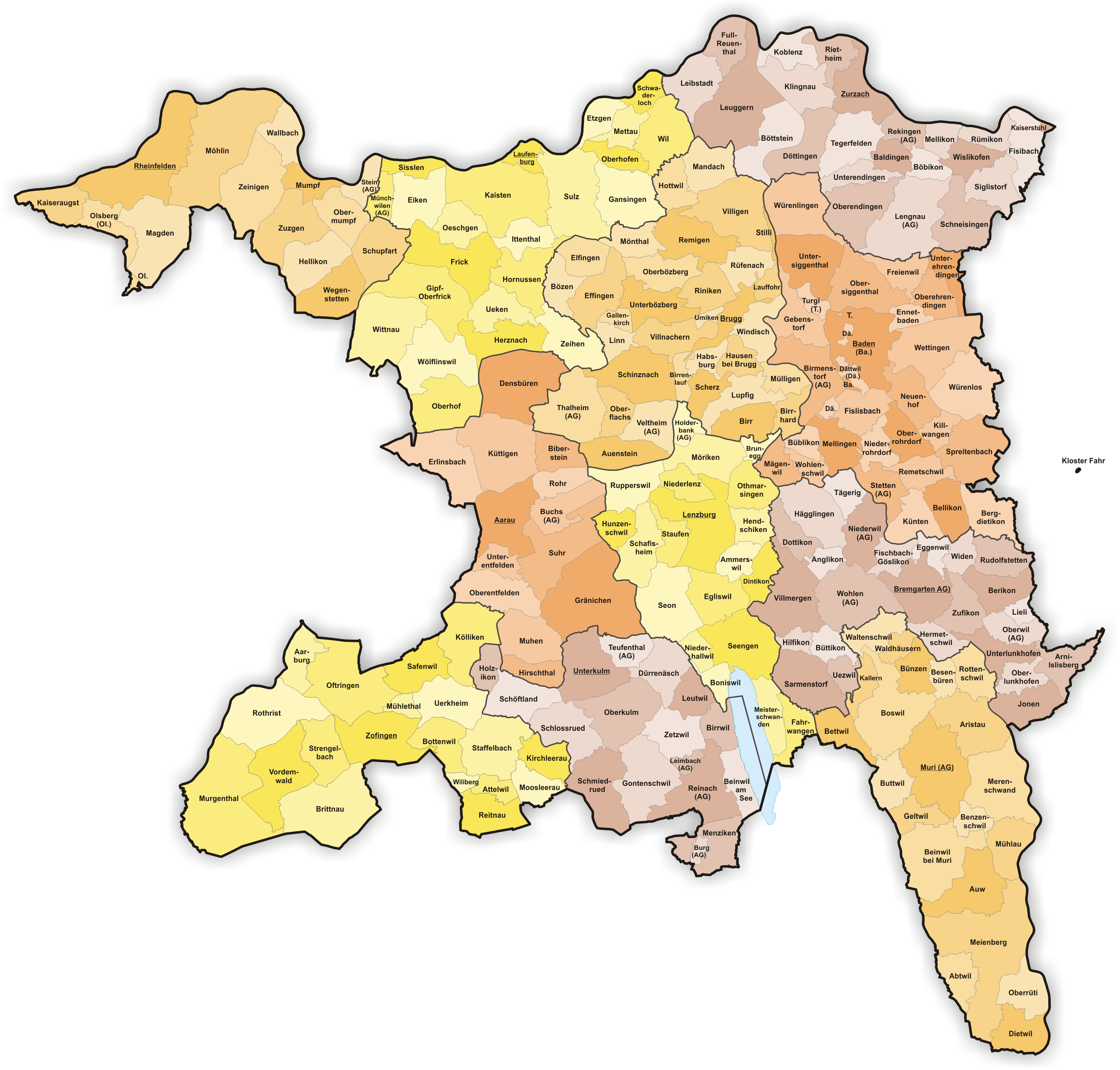
Gemeinden bis 1901
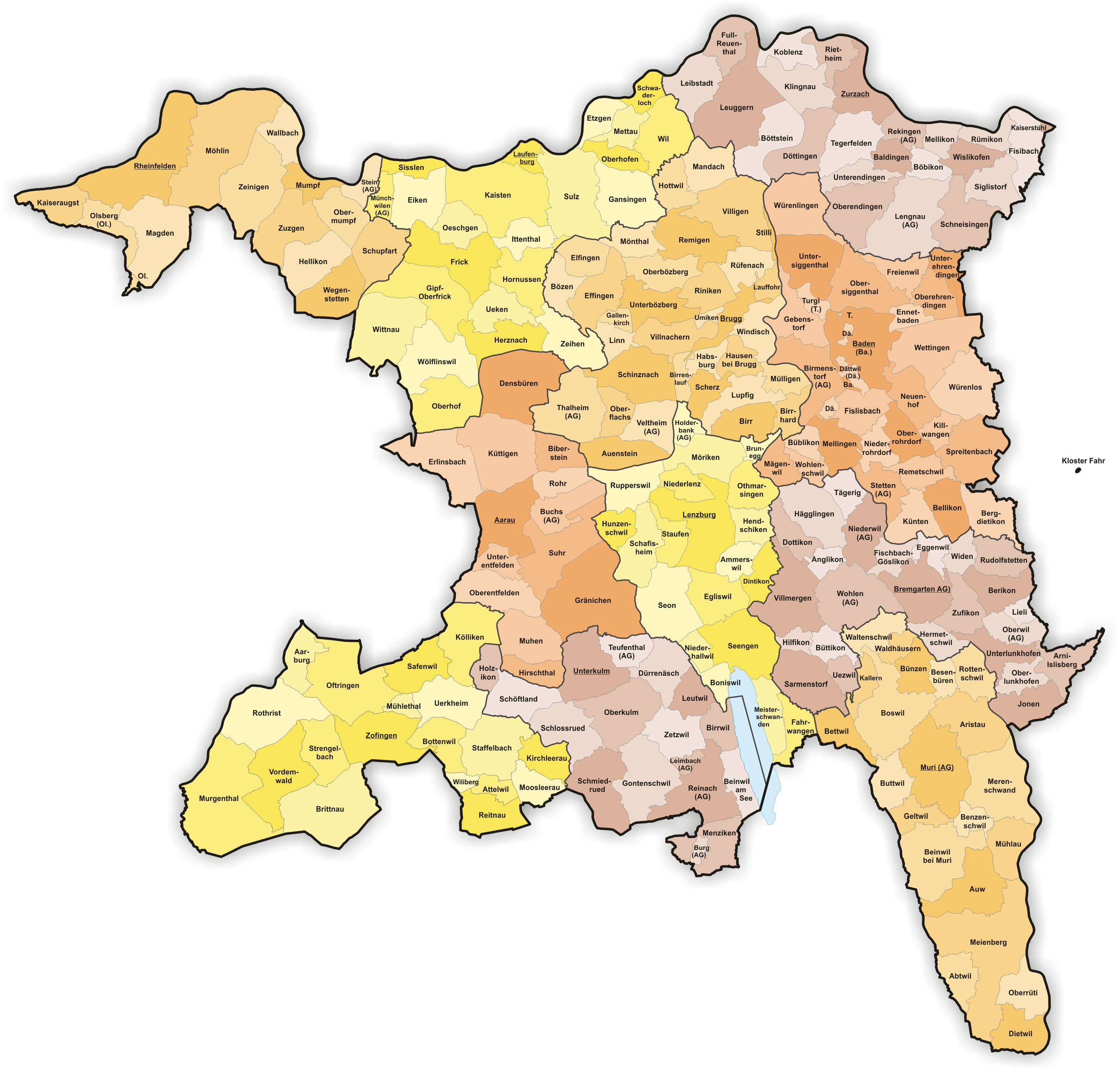
Gemeinden bis 1905
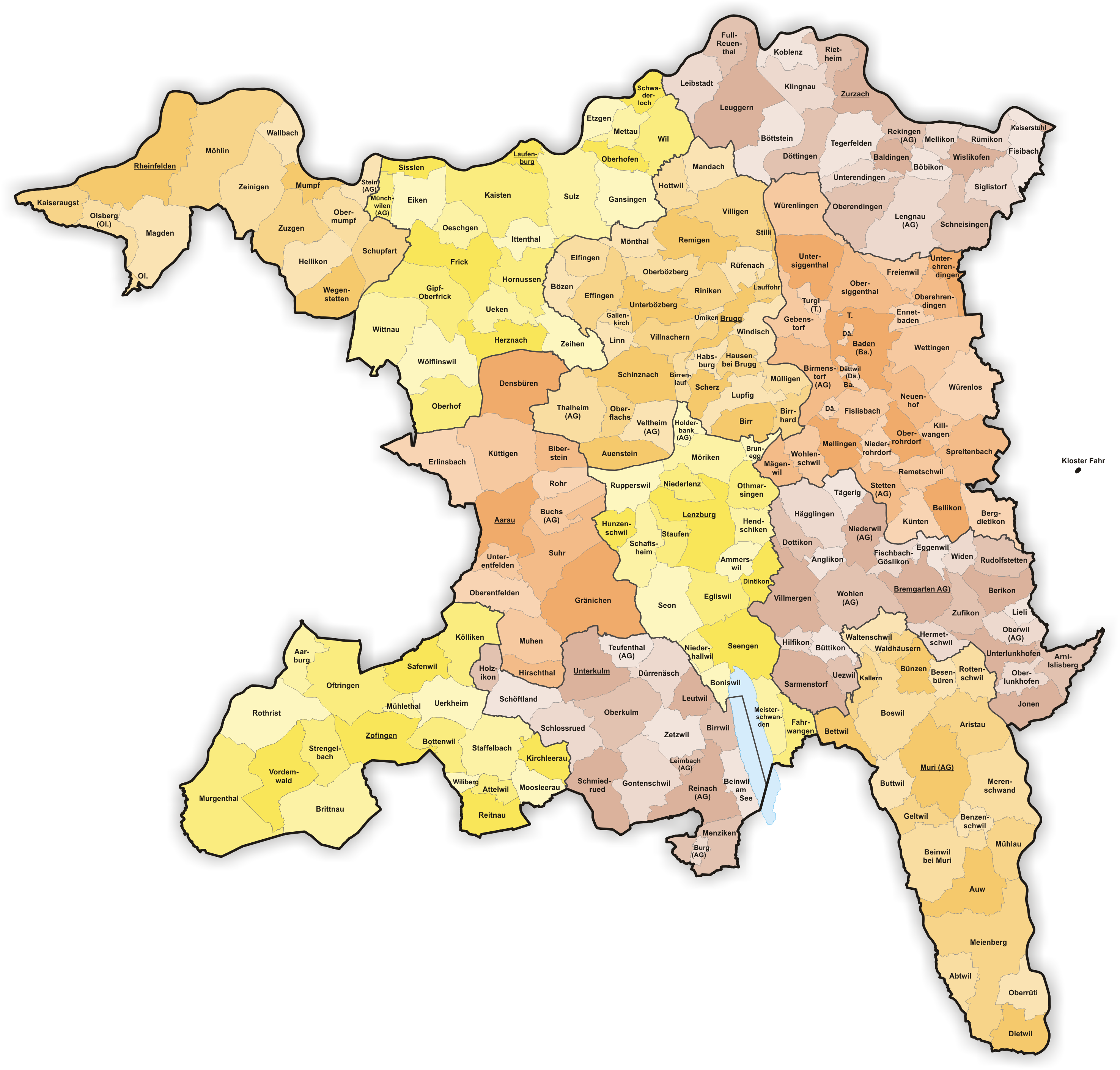
Gemeinden bis 1908
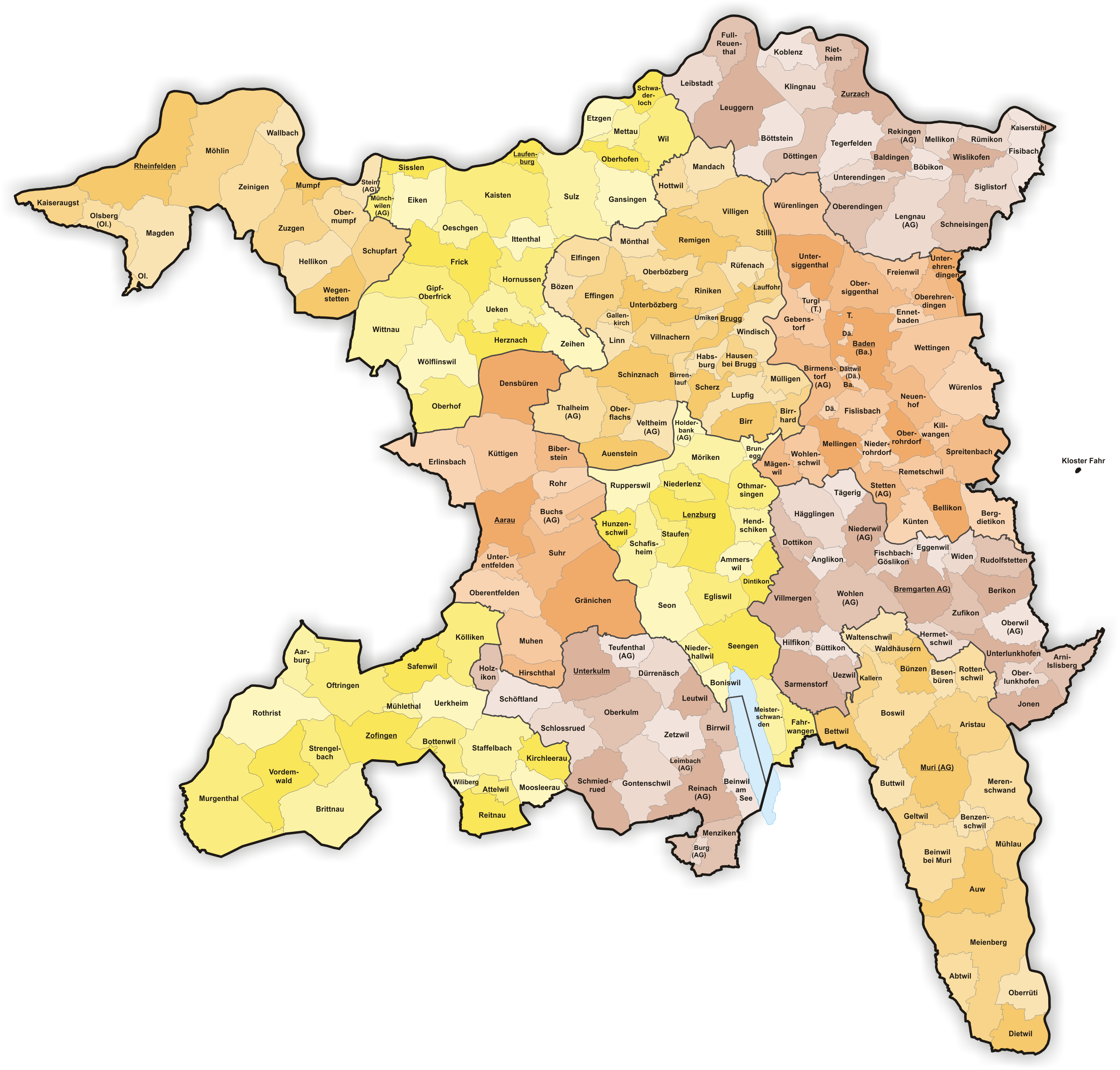
Gemeinden bis 1913
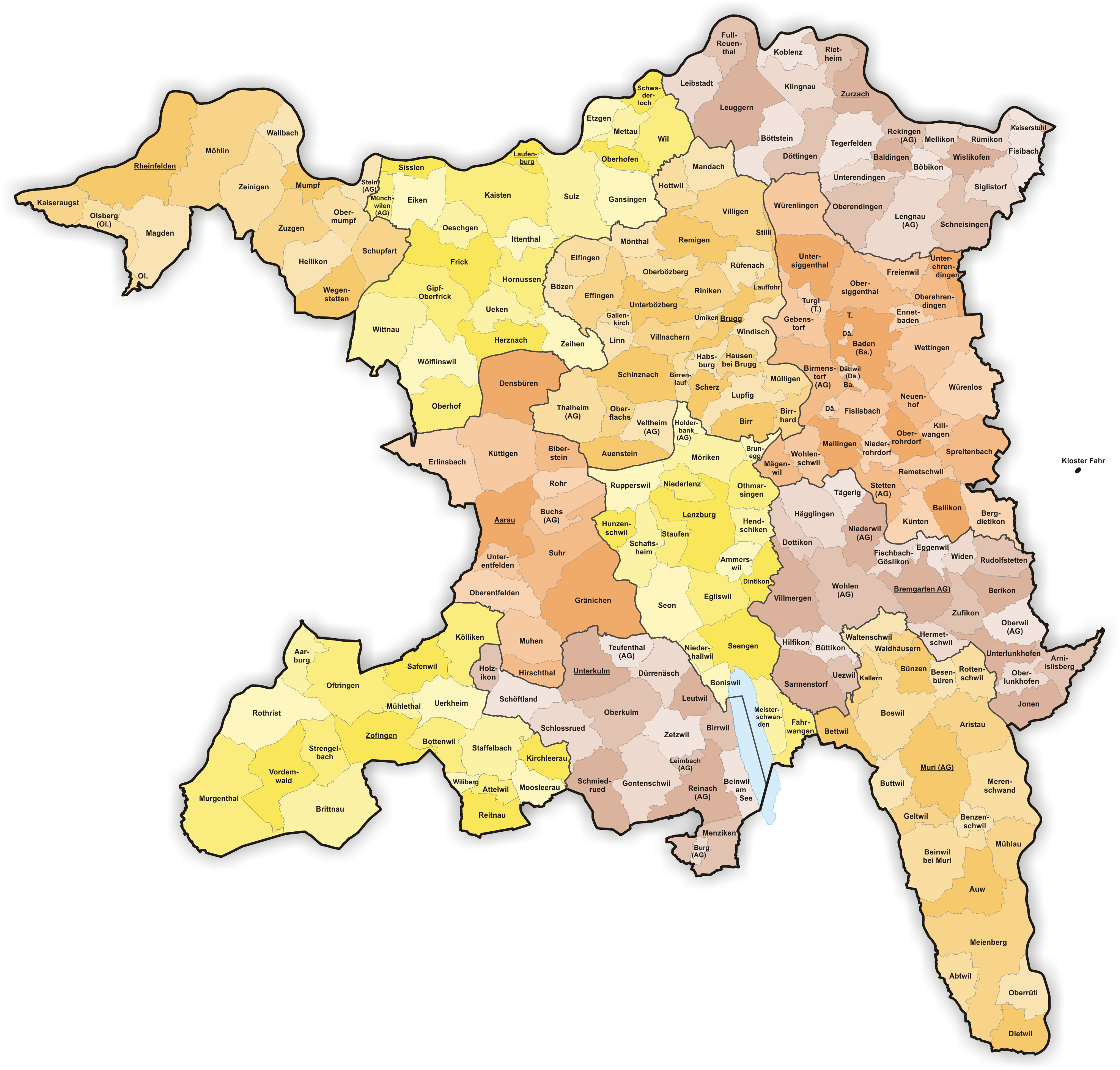
Gemeinden bis 1937
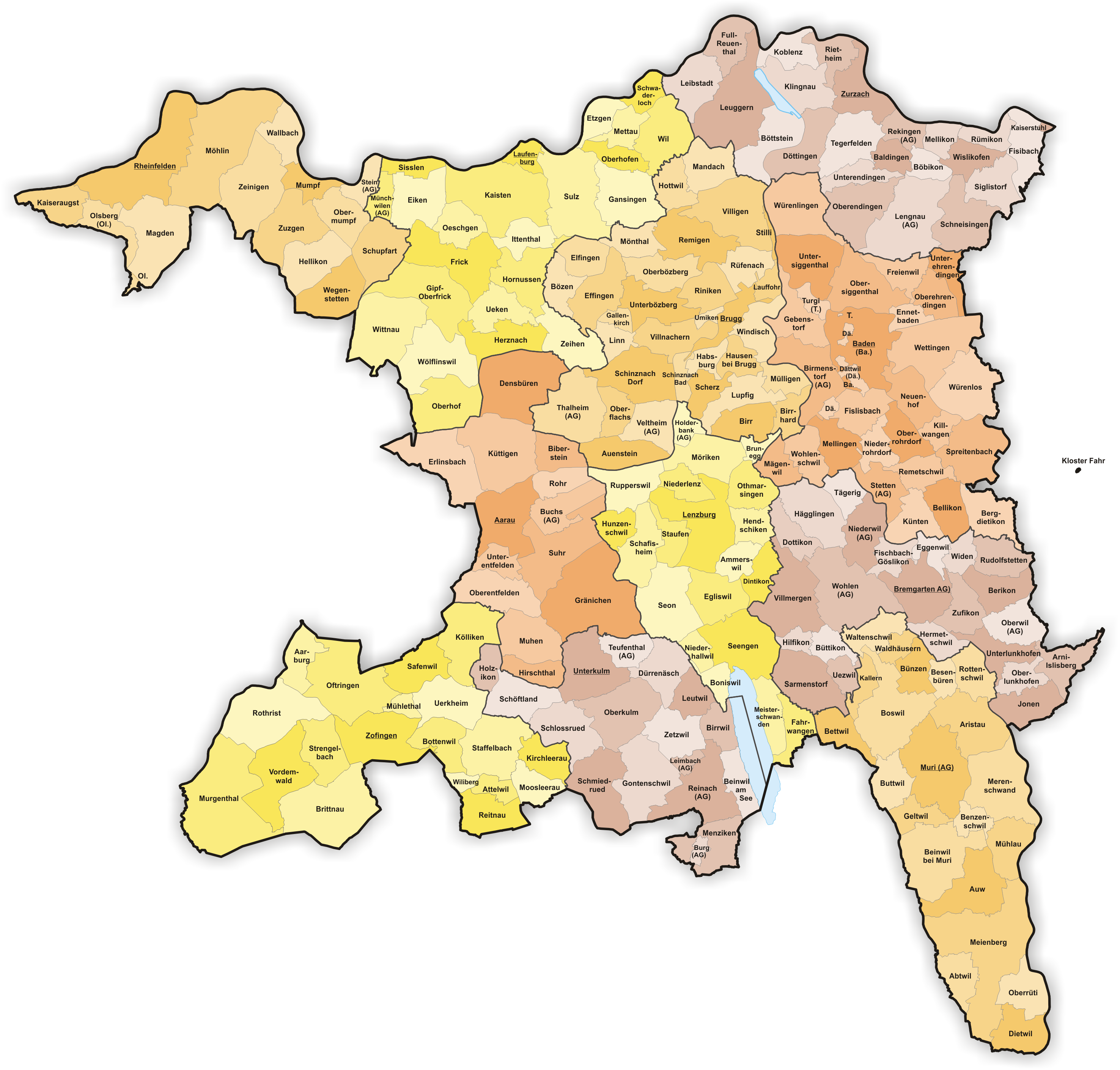
Gemeinden bis 1939
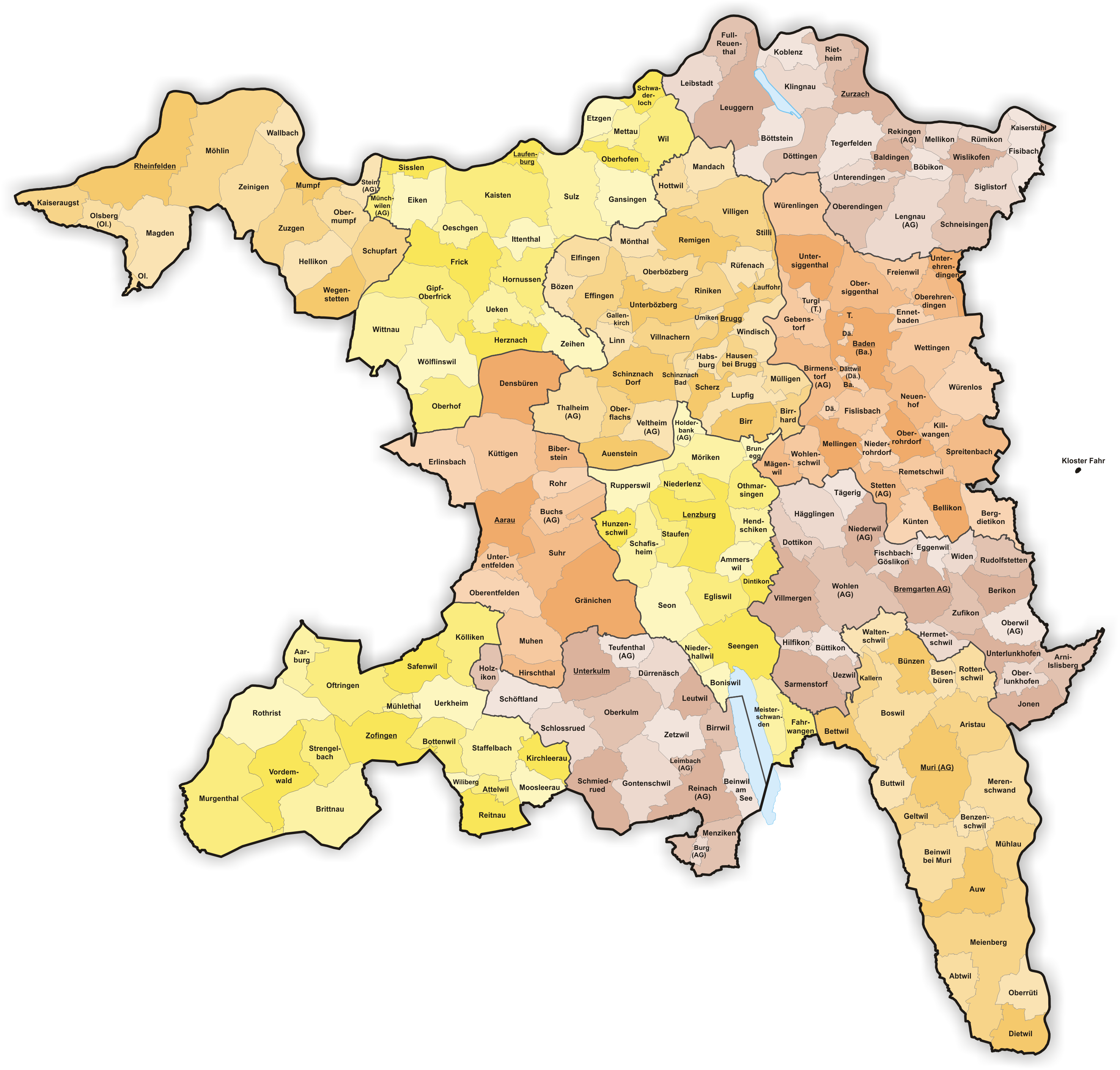
Gemeinden bis 1940
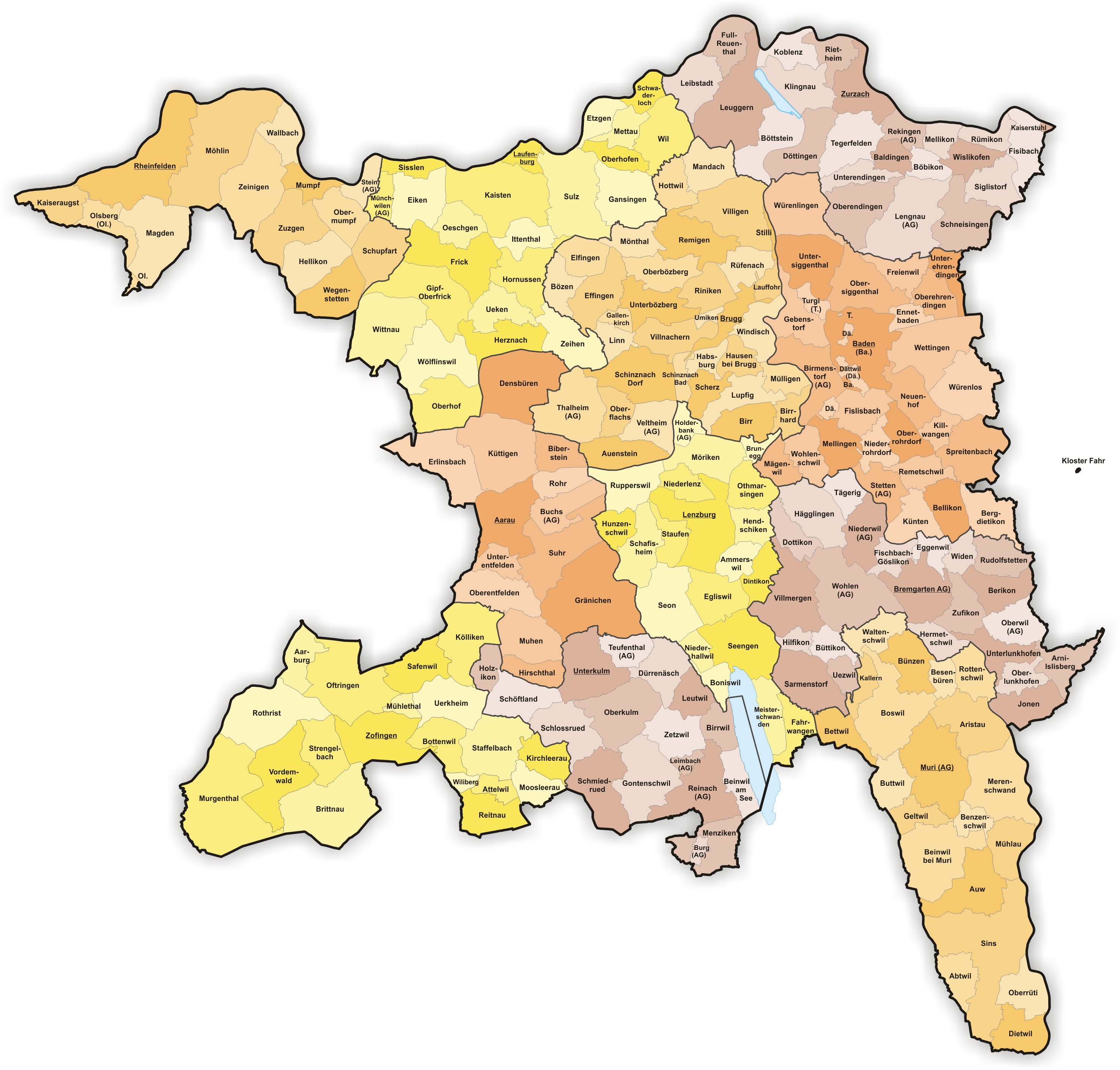
Gemeinden bis 1944
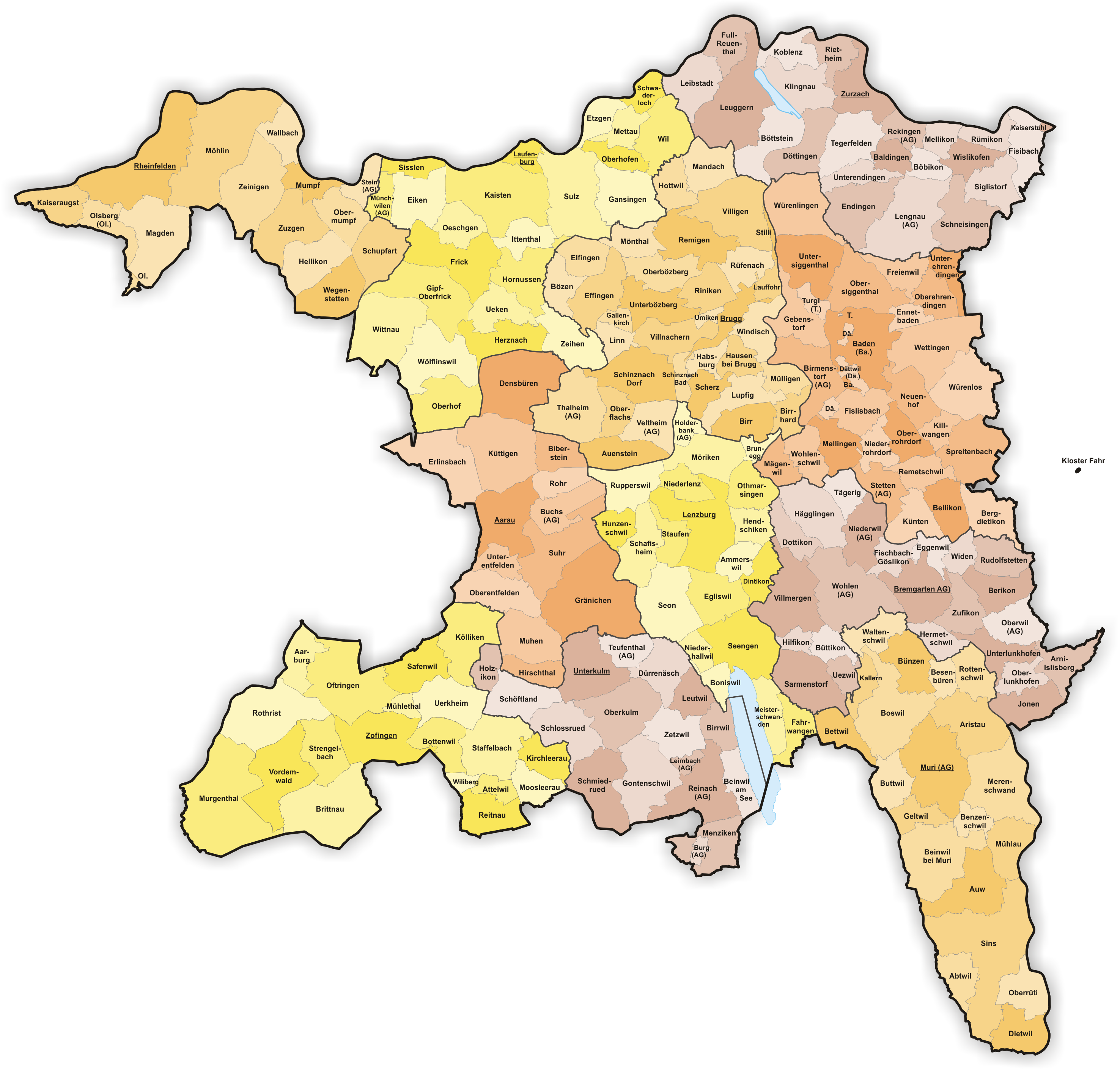
Gemeinden bis 1950
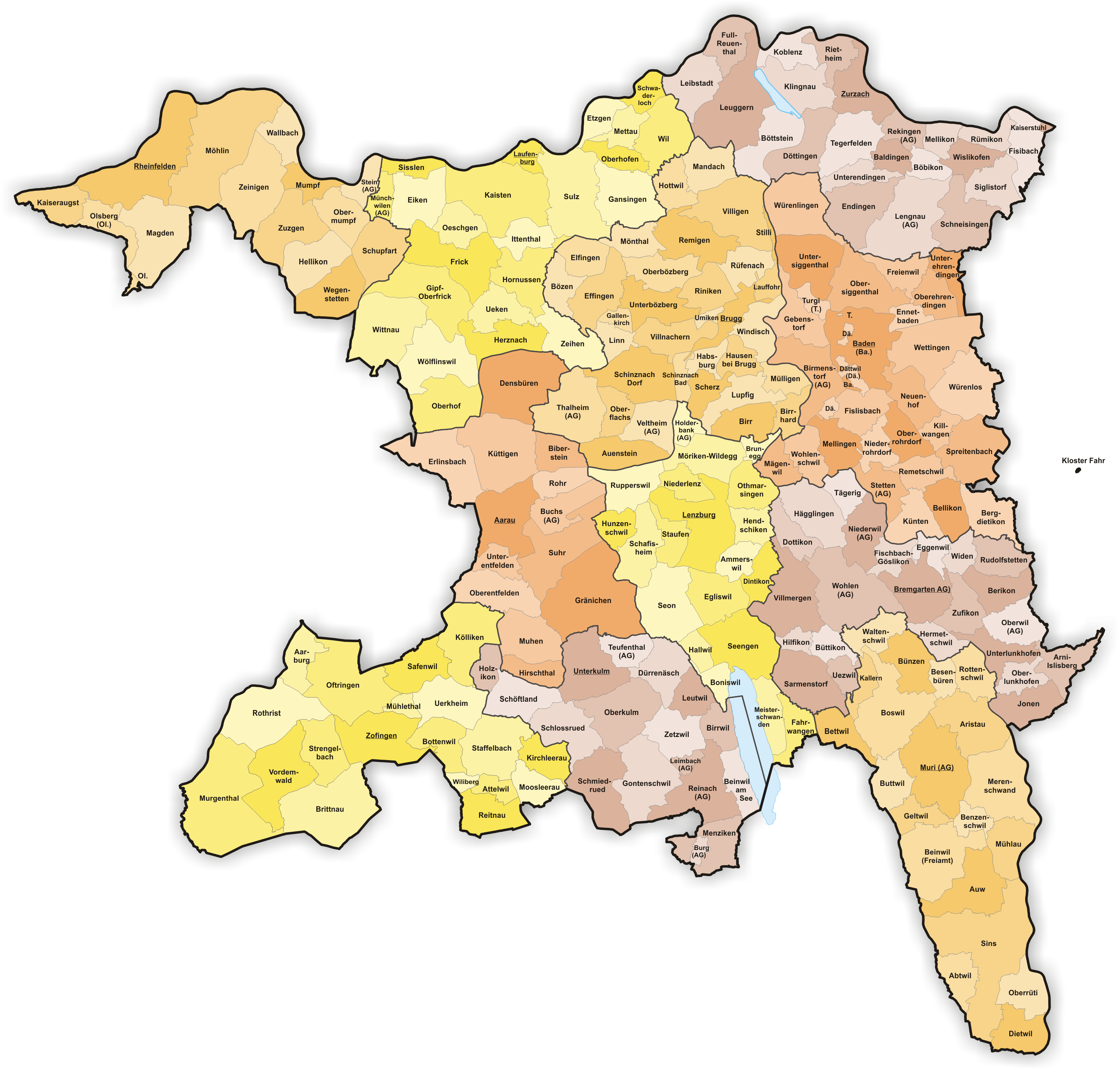
Gemeinden bis 1952
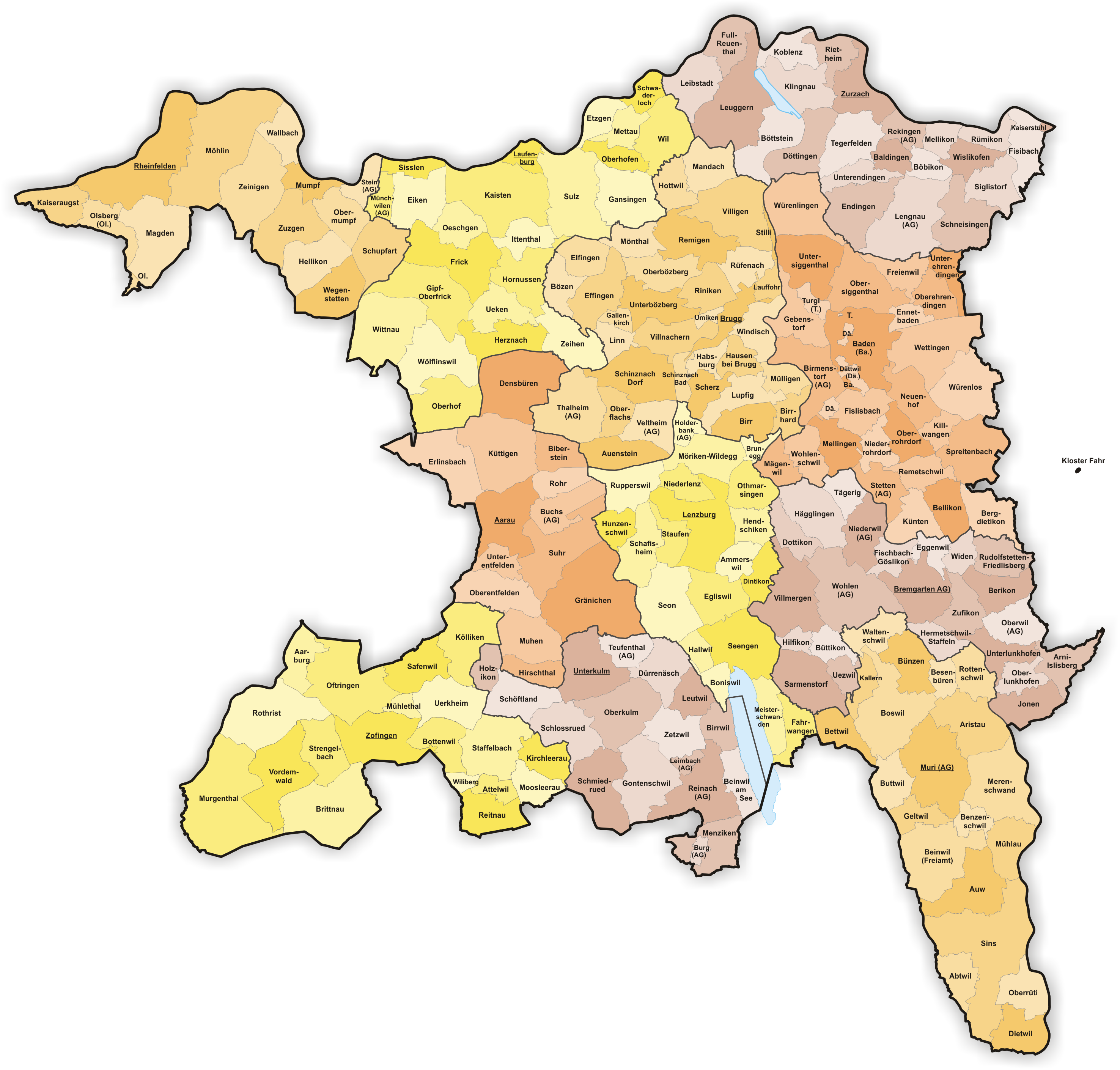
Gemeinden bis 1961
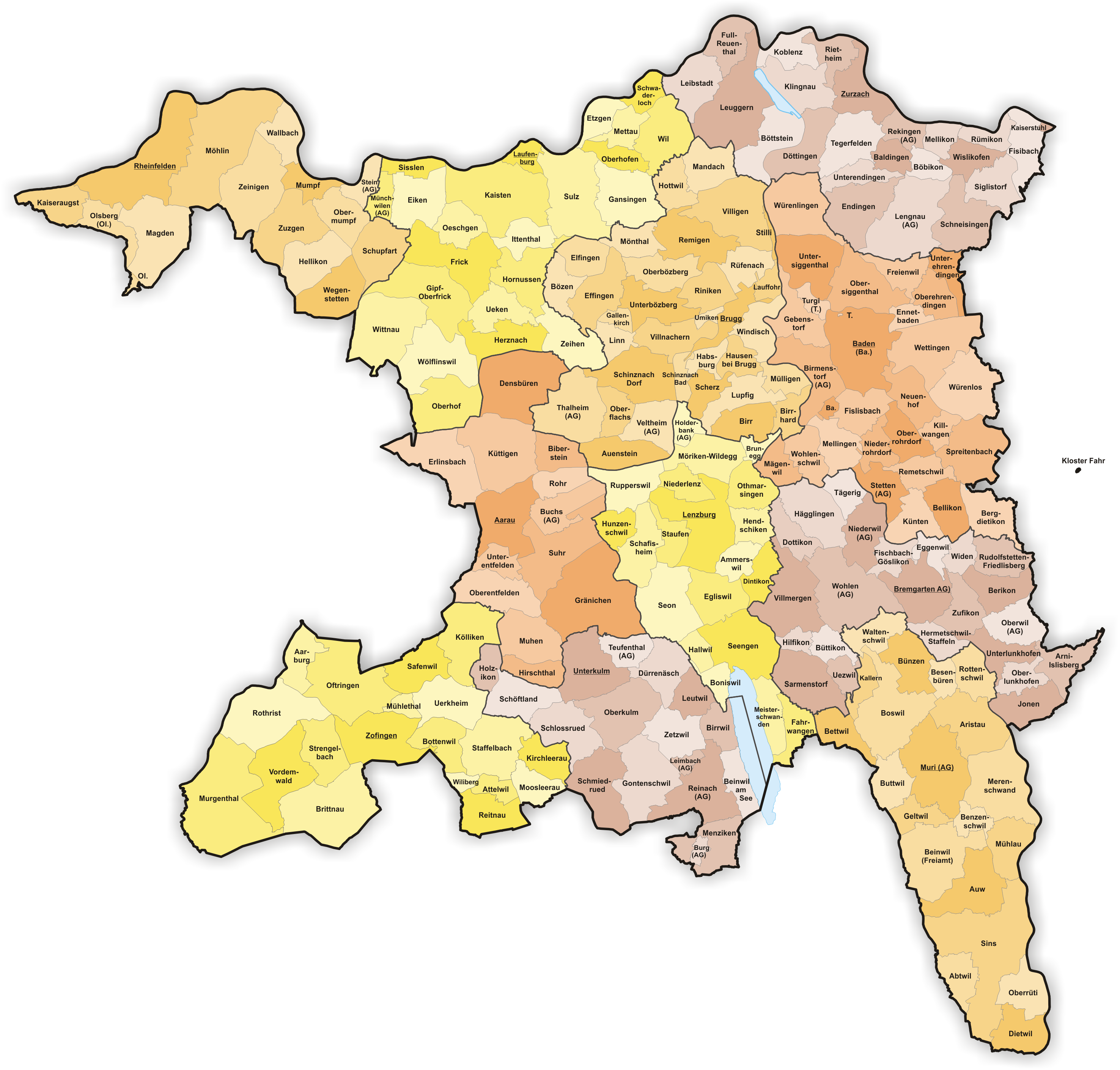
Gemeinden bis 1969
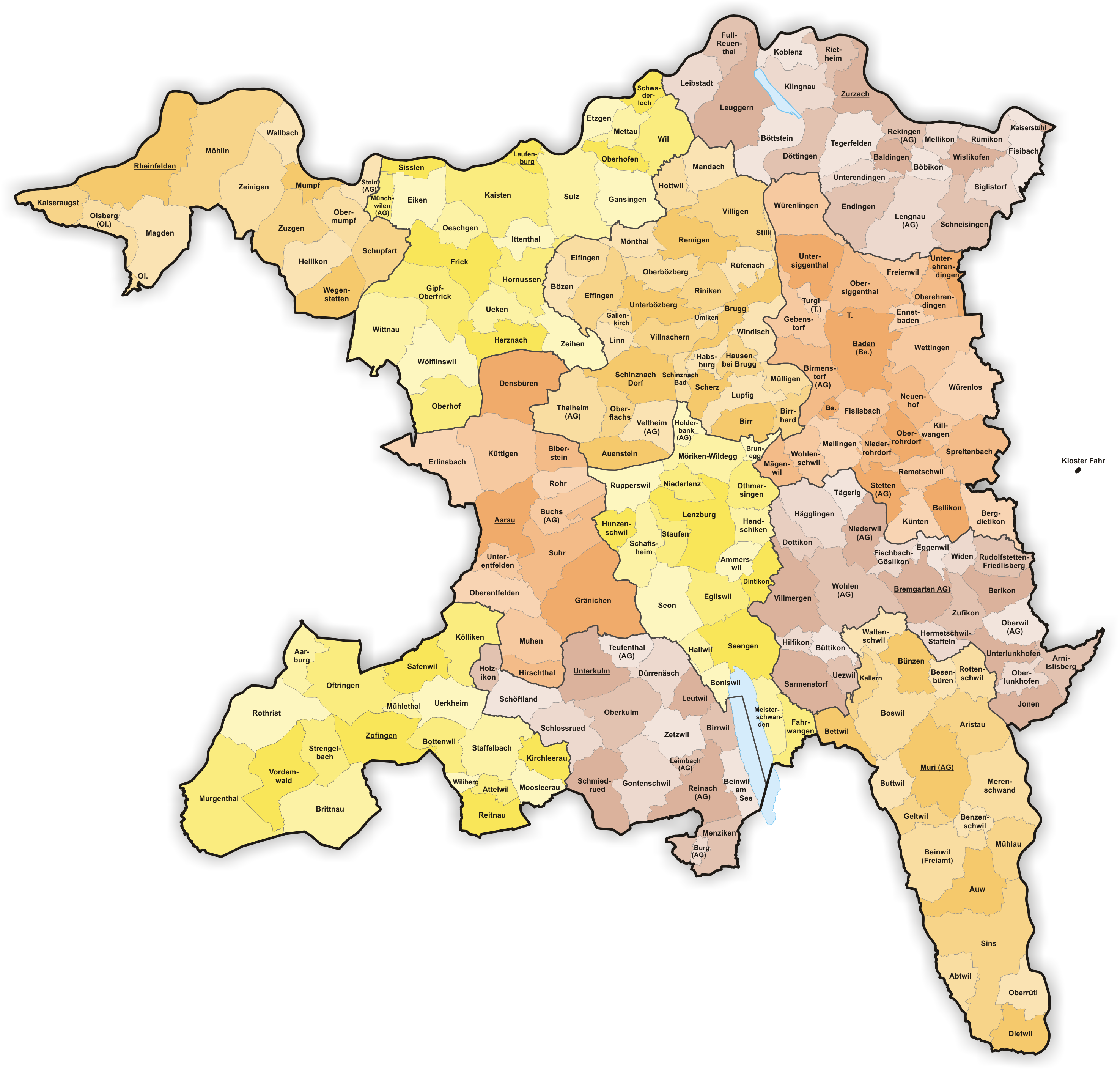
Gemeinden bis 1982
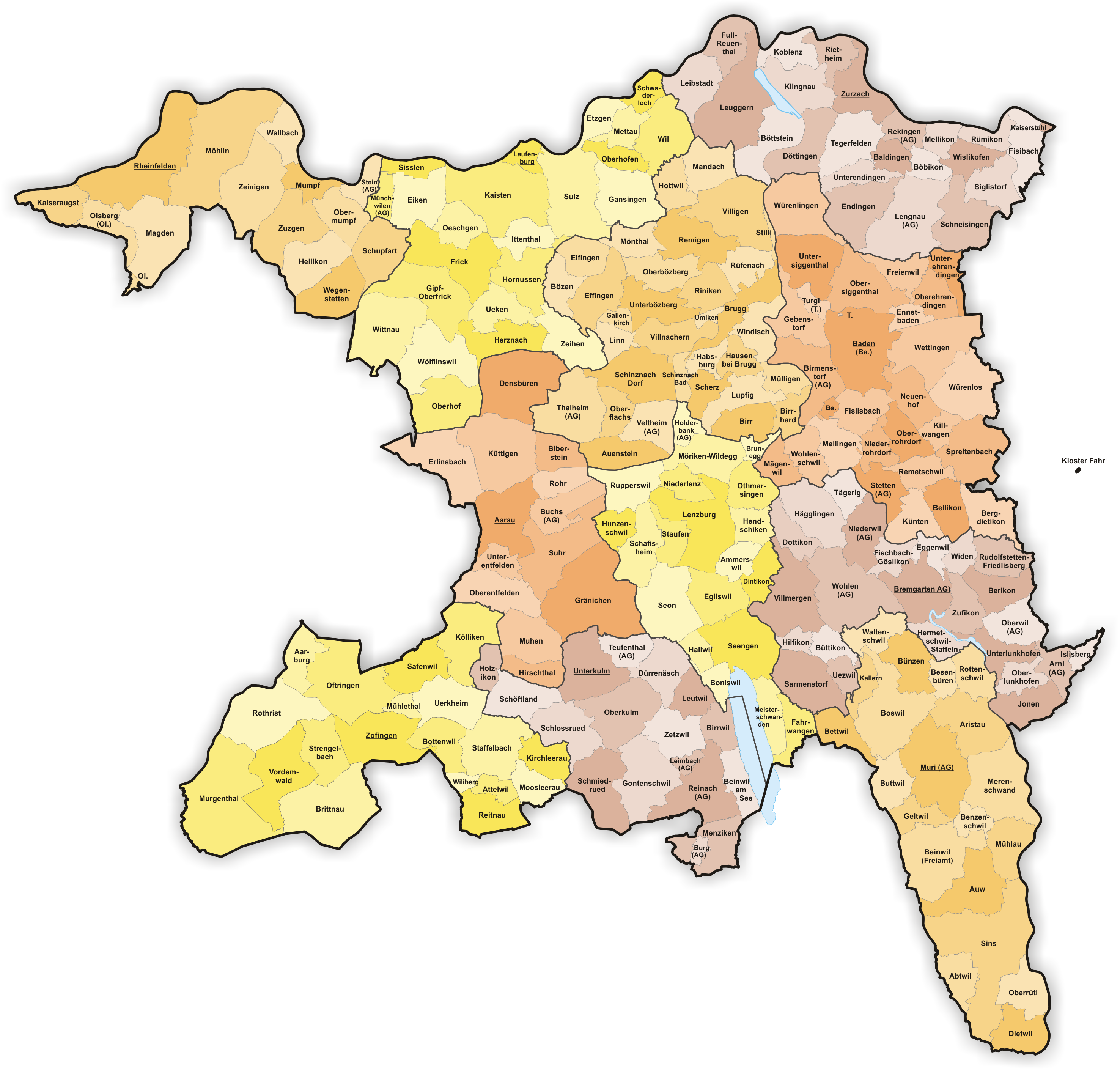
Gemeinden bis 1983
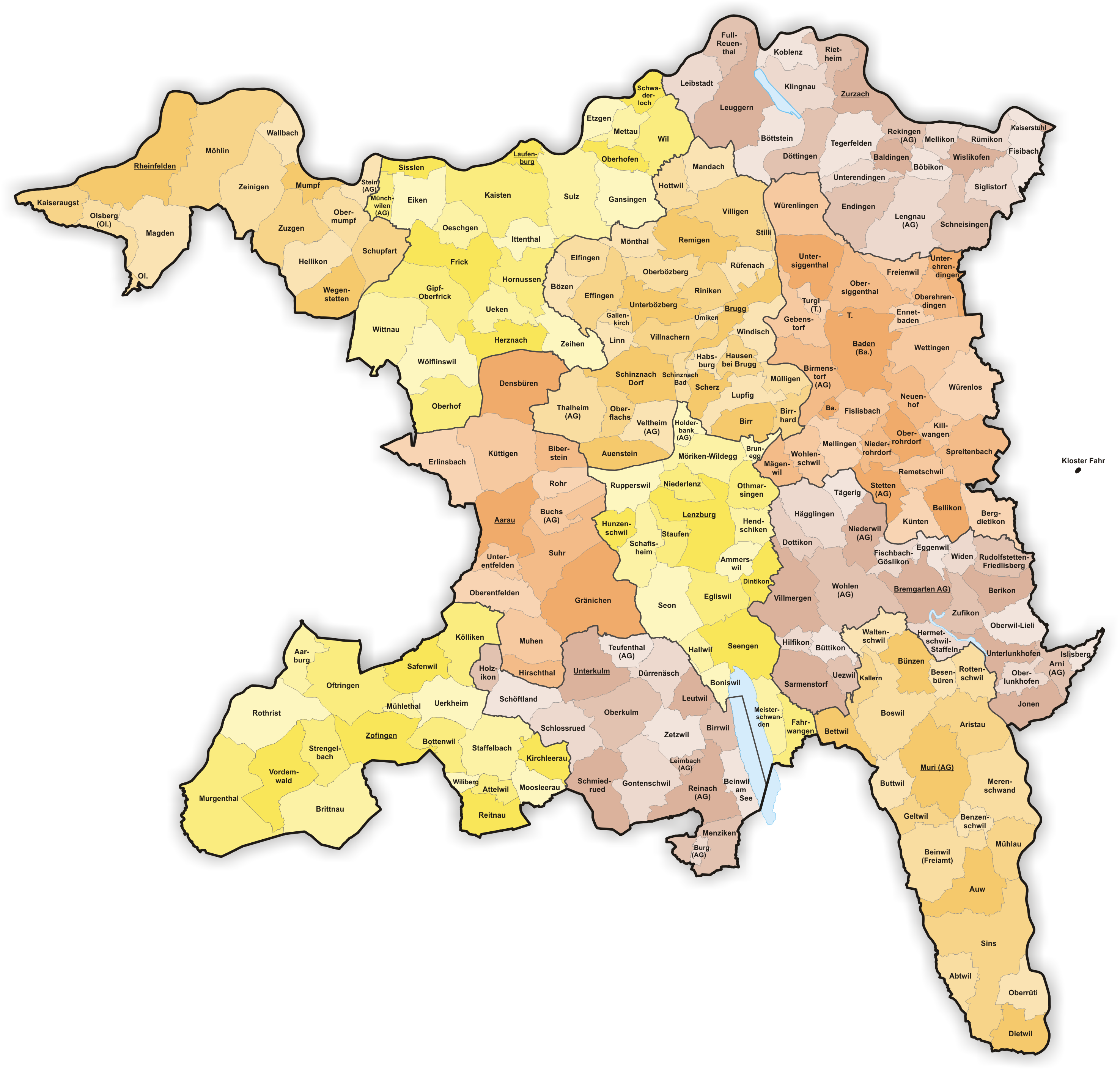
Gemeinden bis 2001
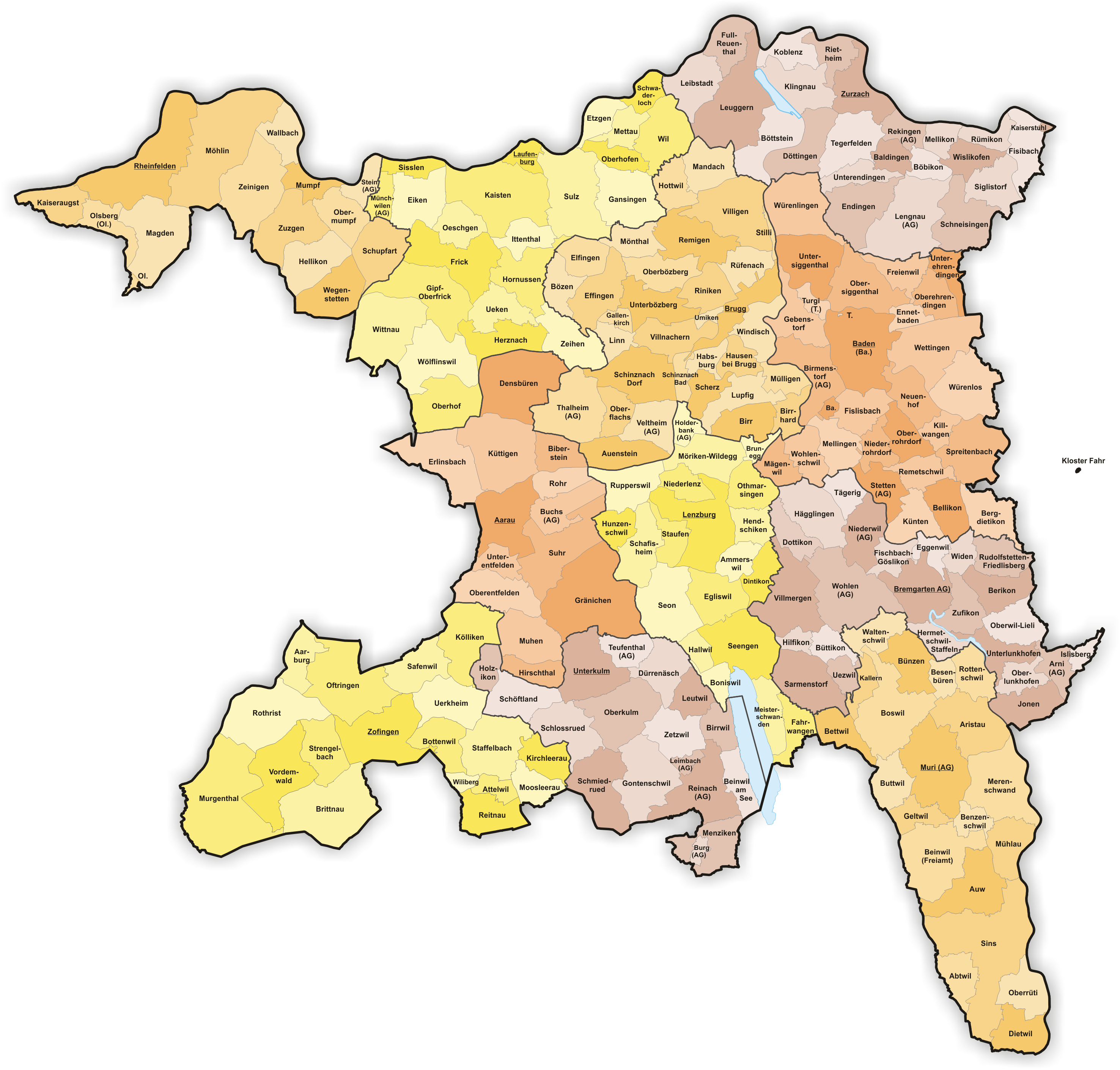
Gemeinden bis 2002
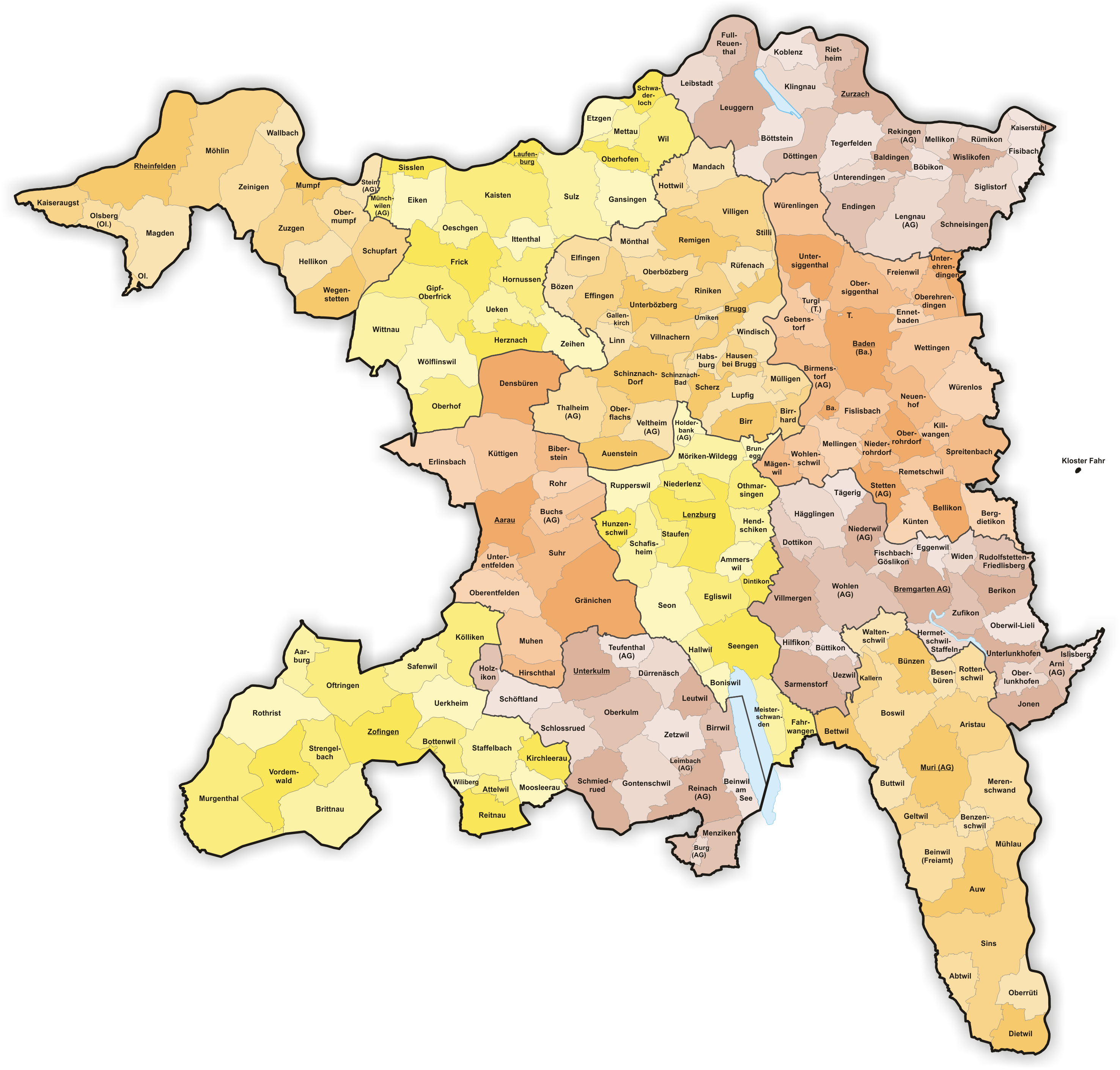
Gemeinden bis 2005
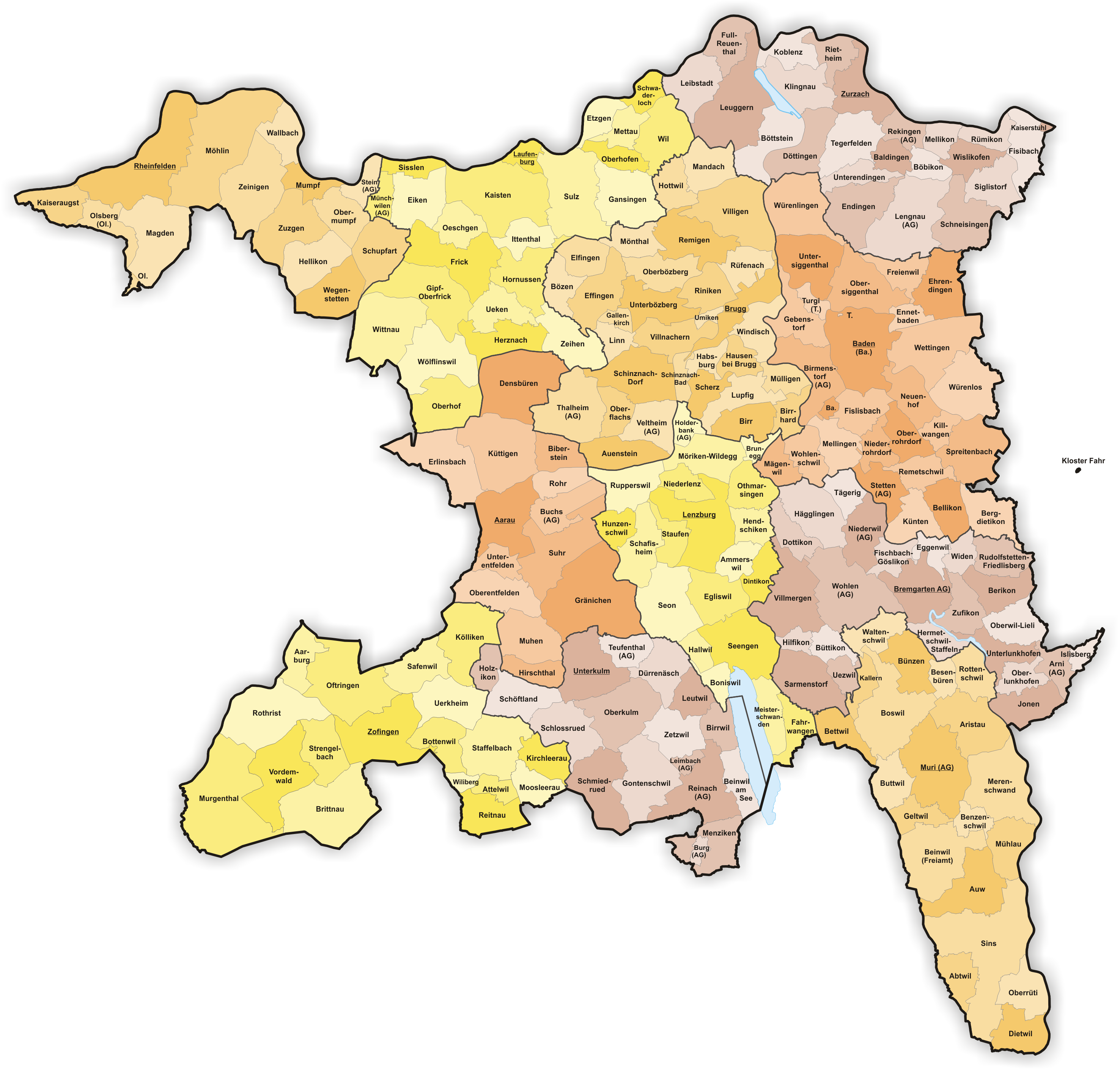
Gemeinden bis 2006
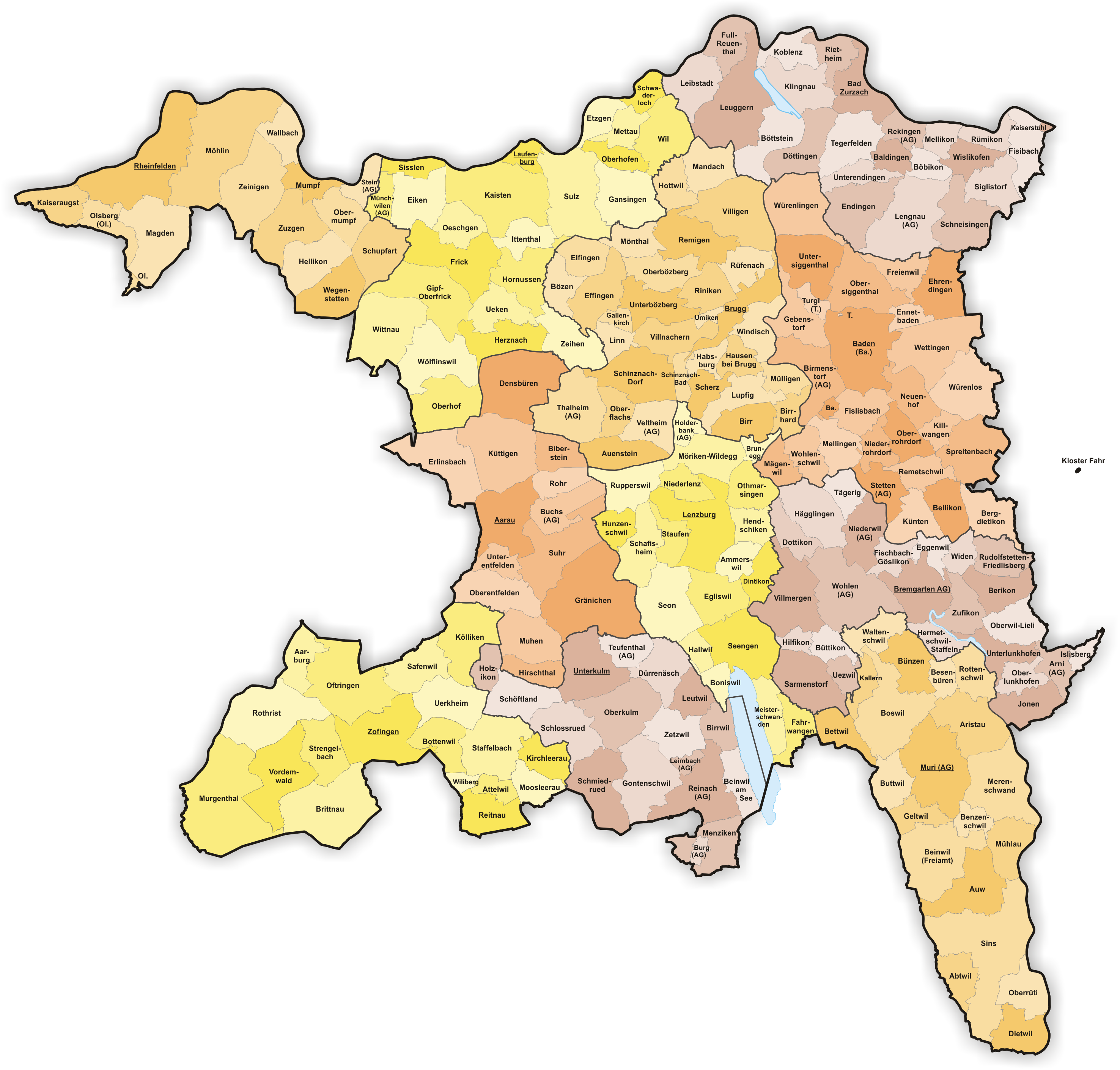
Gemeinden bis 2009
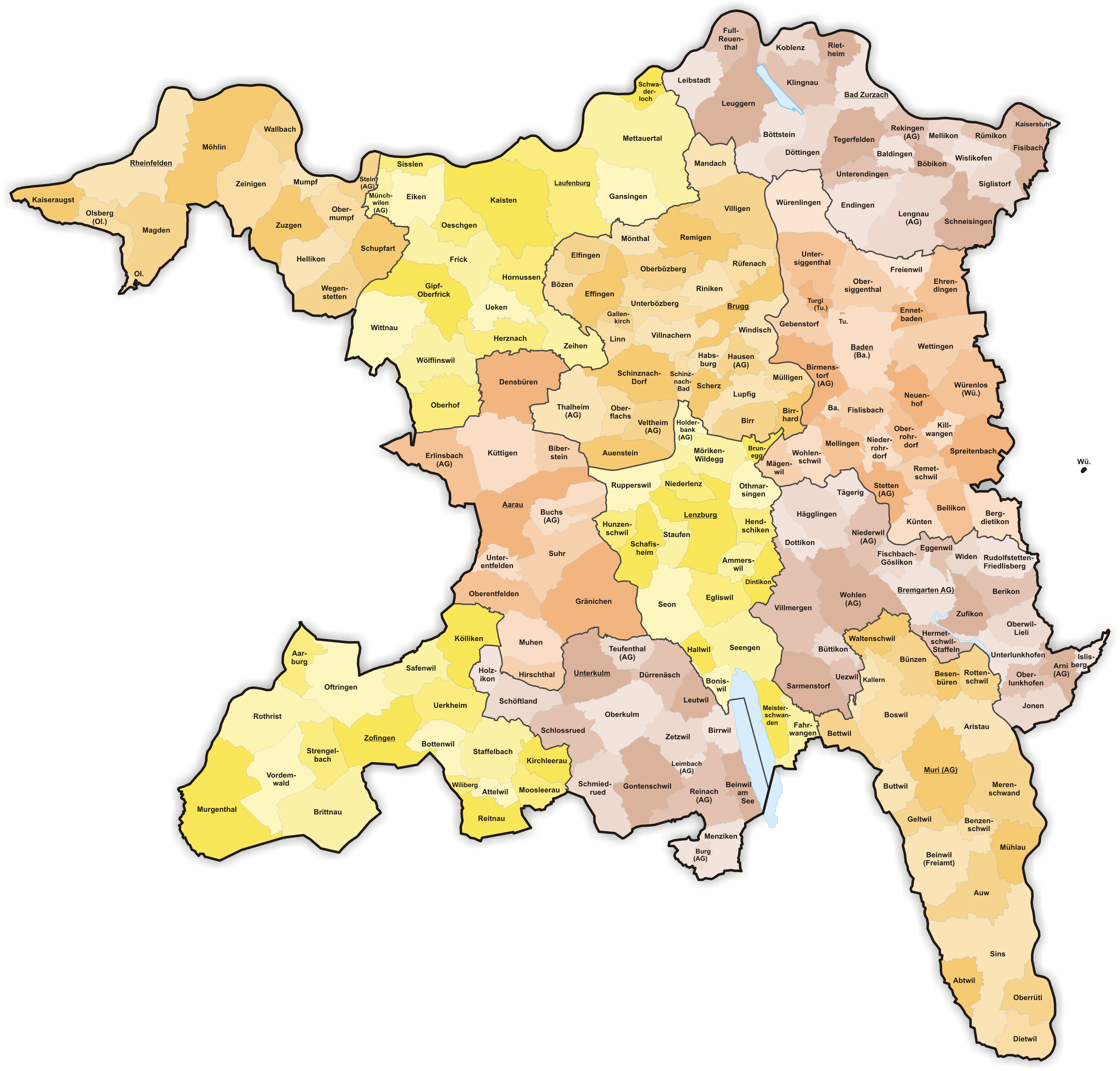
Gemeinden bis 2011
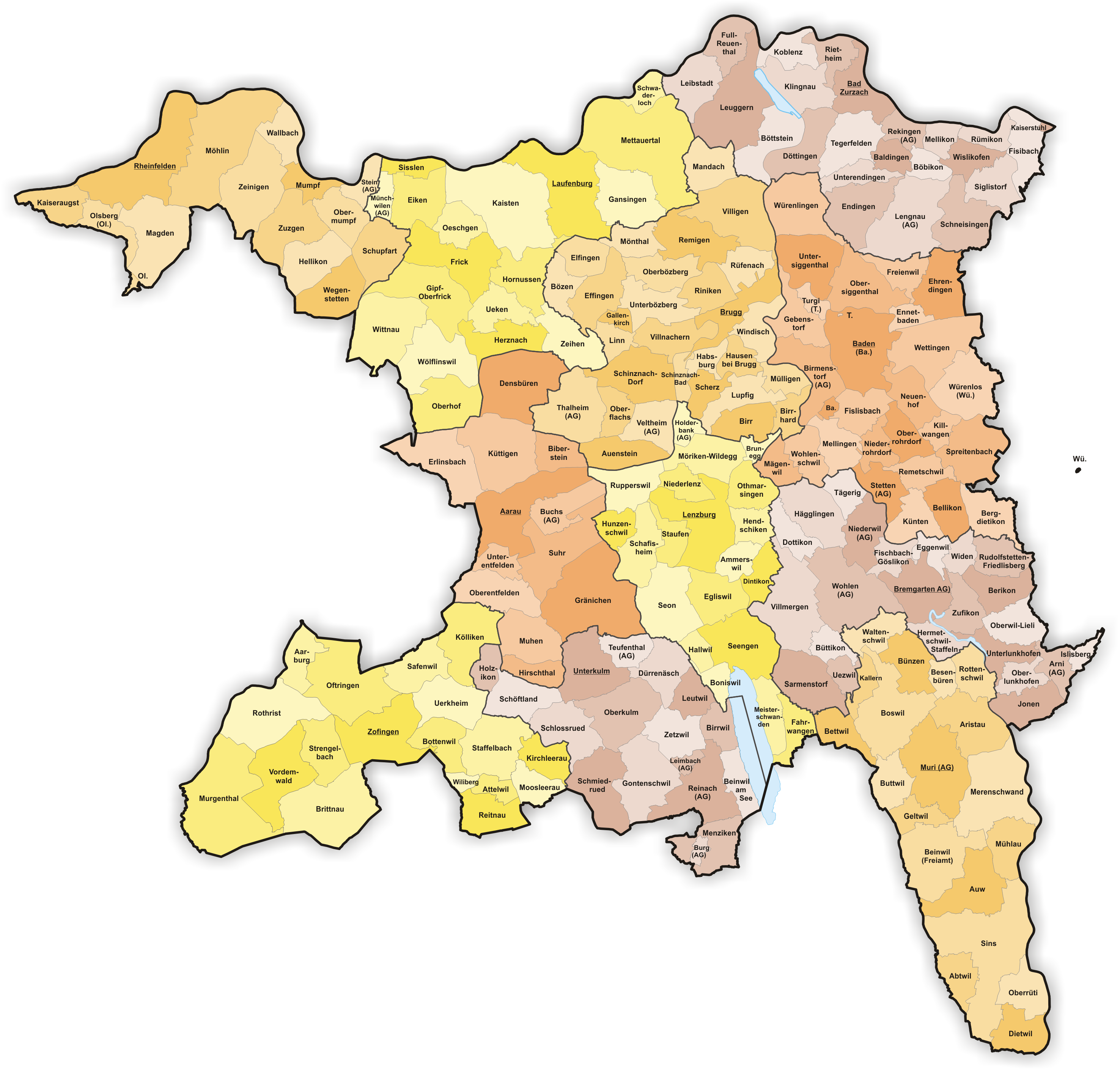
Gemeinden bis 2012
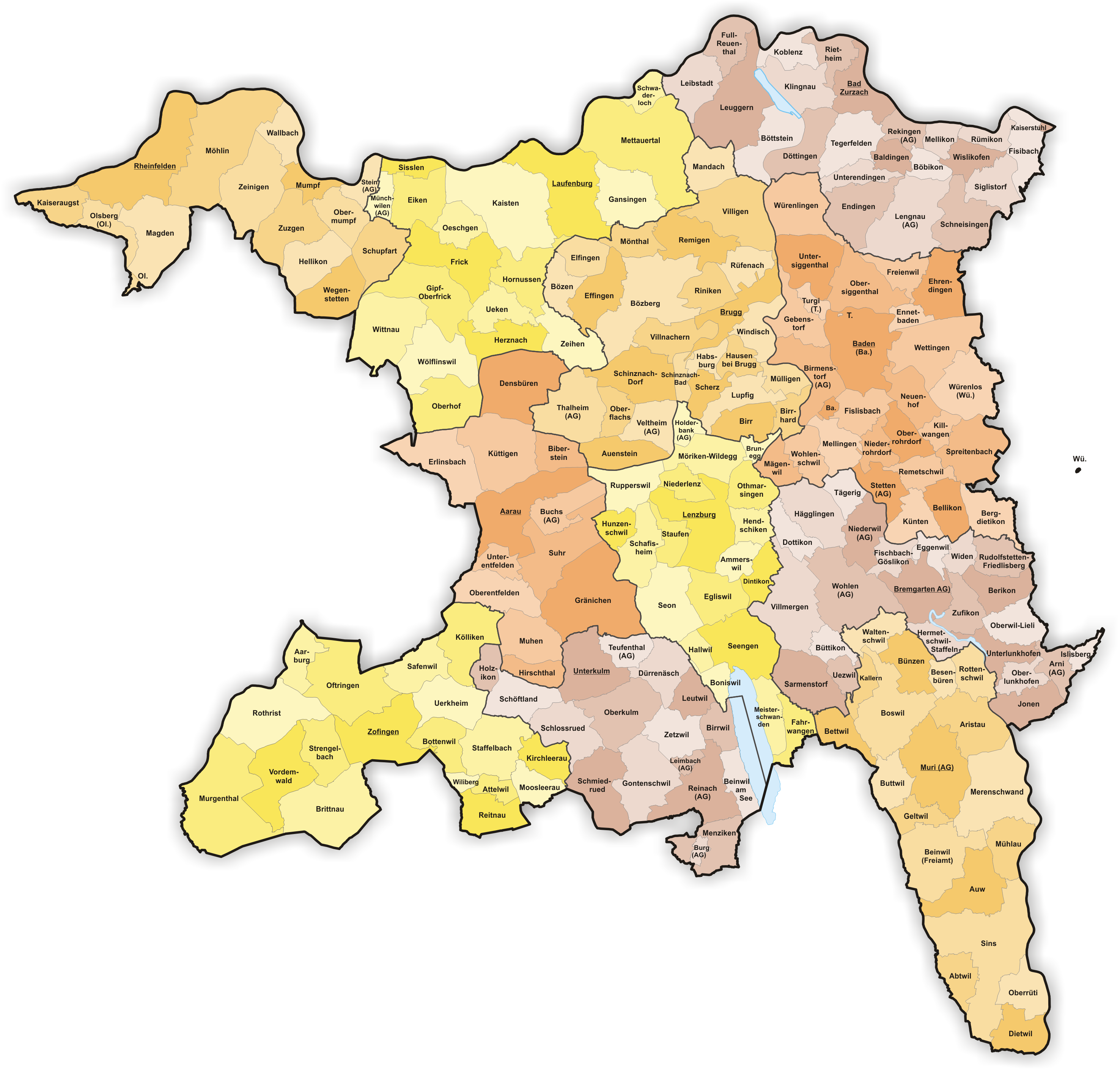
Gemeinden bis 2013
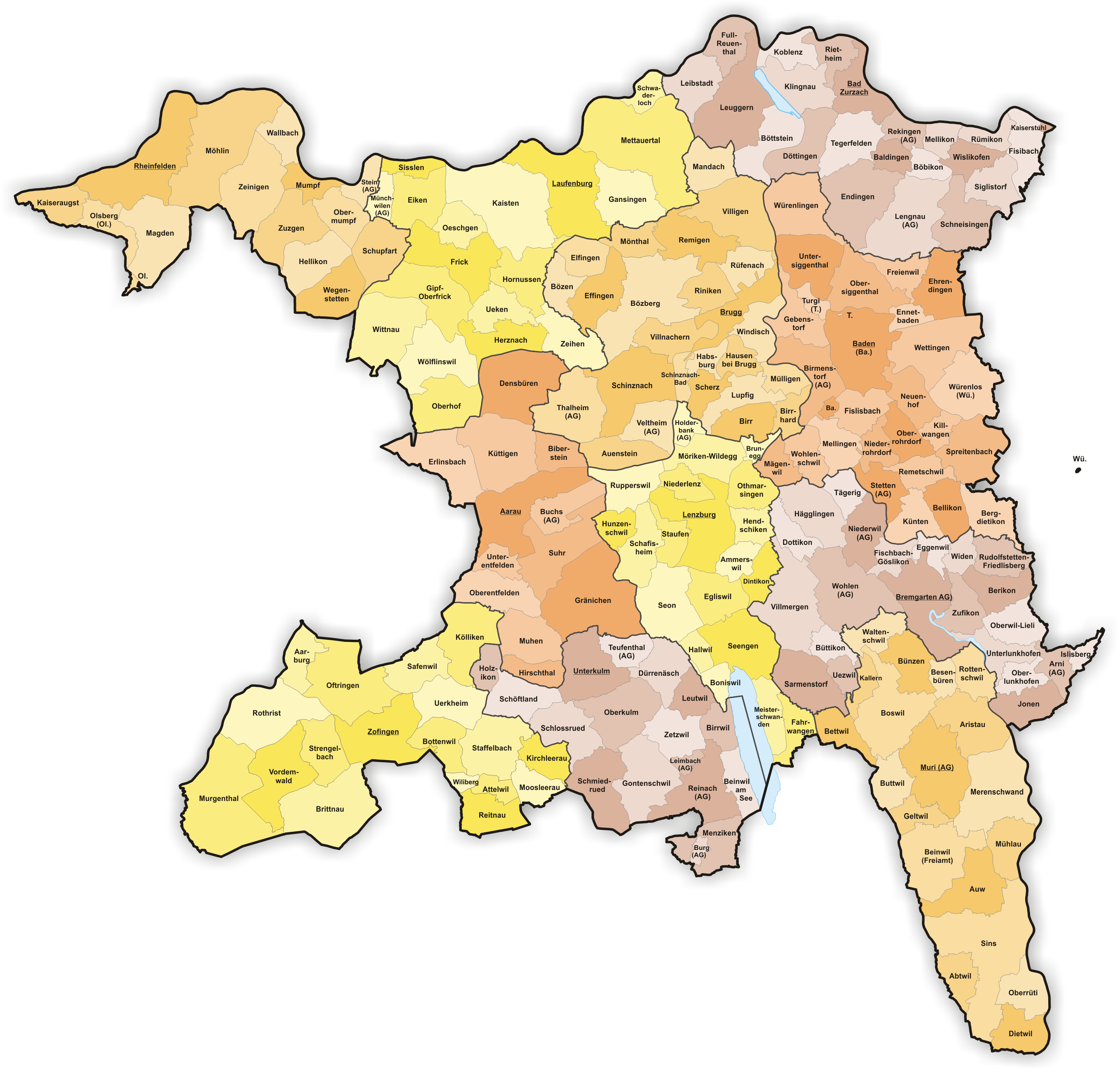
Gemeinden bis 2015
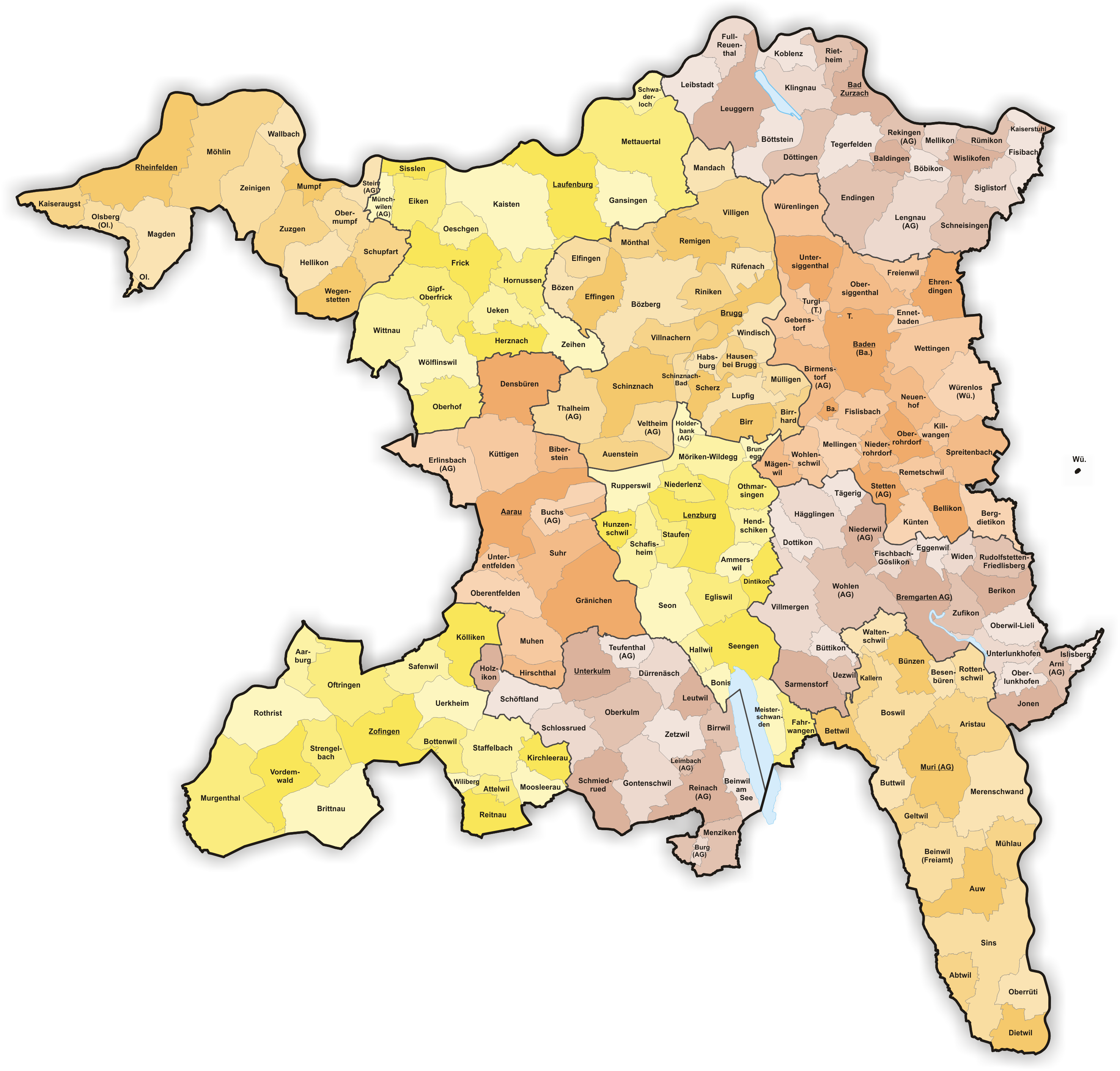
Gemeinden bis 2017
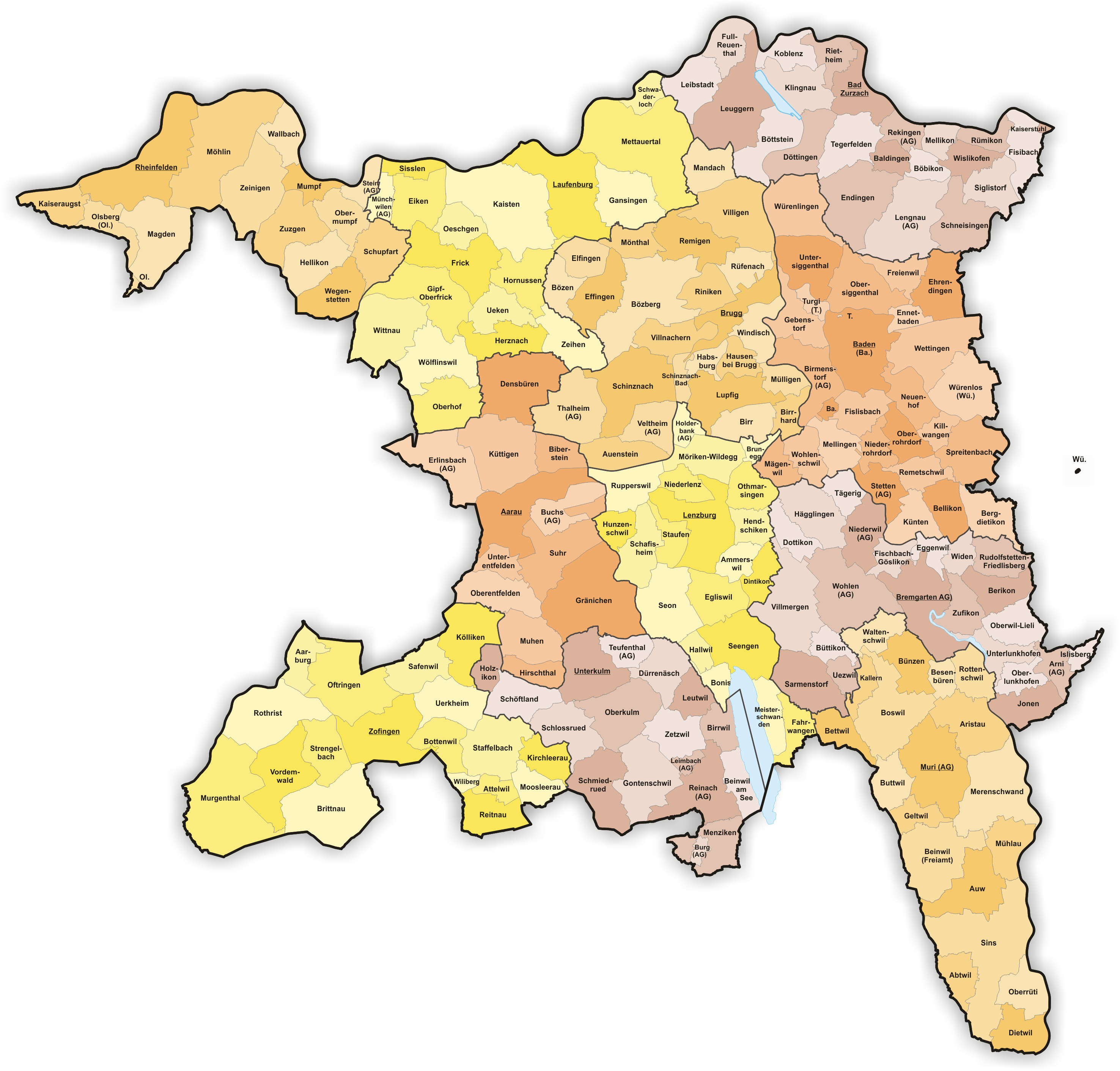
Gemeinden bis 2018
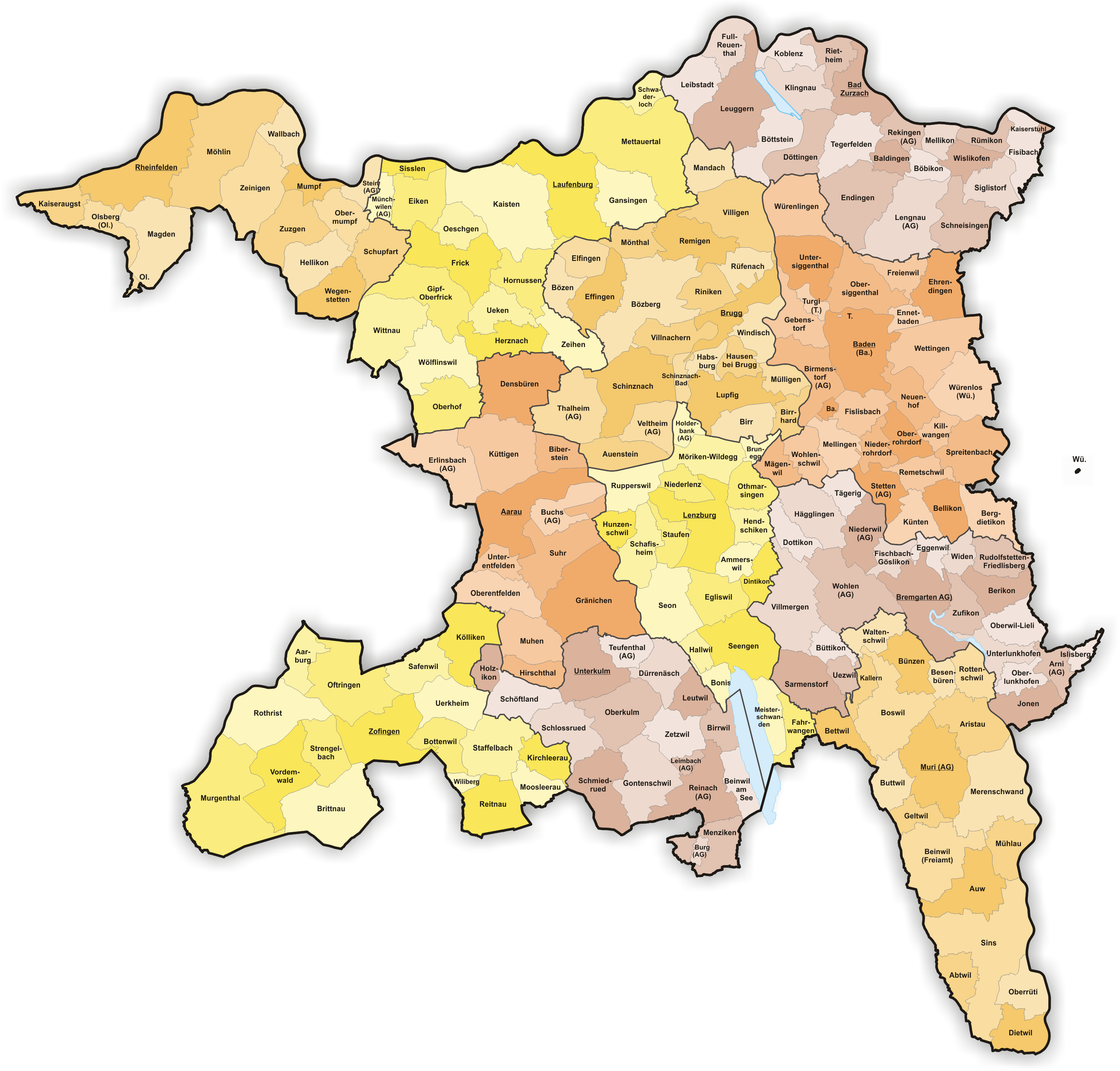
Gemeinden bis 2019
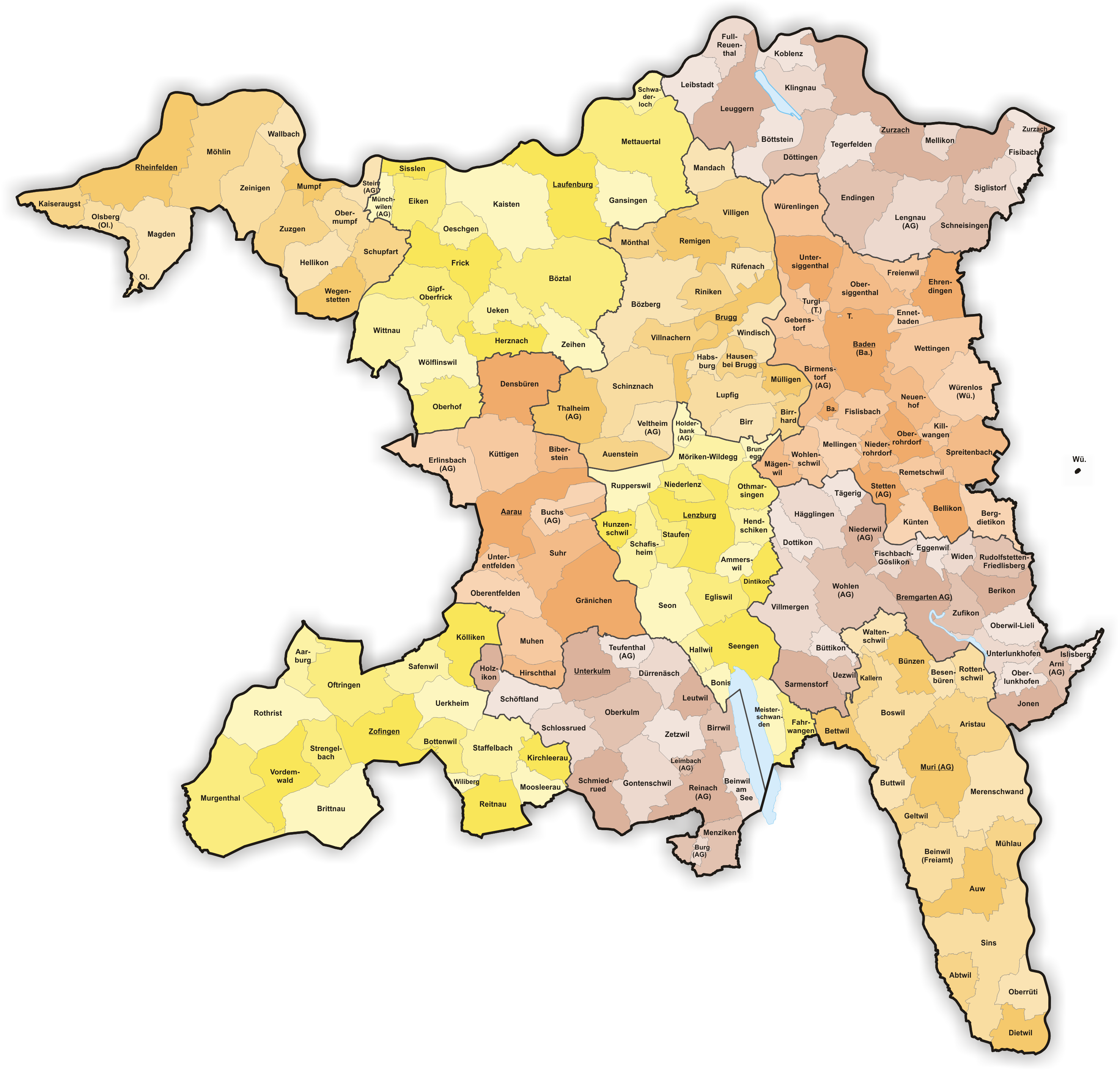
Gemeinden bis 2021
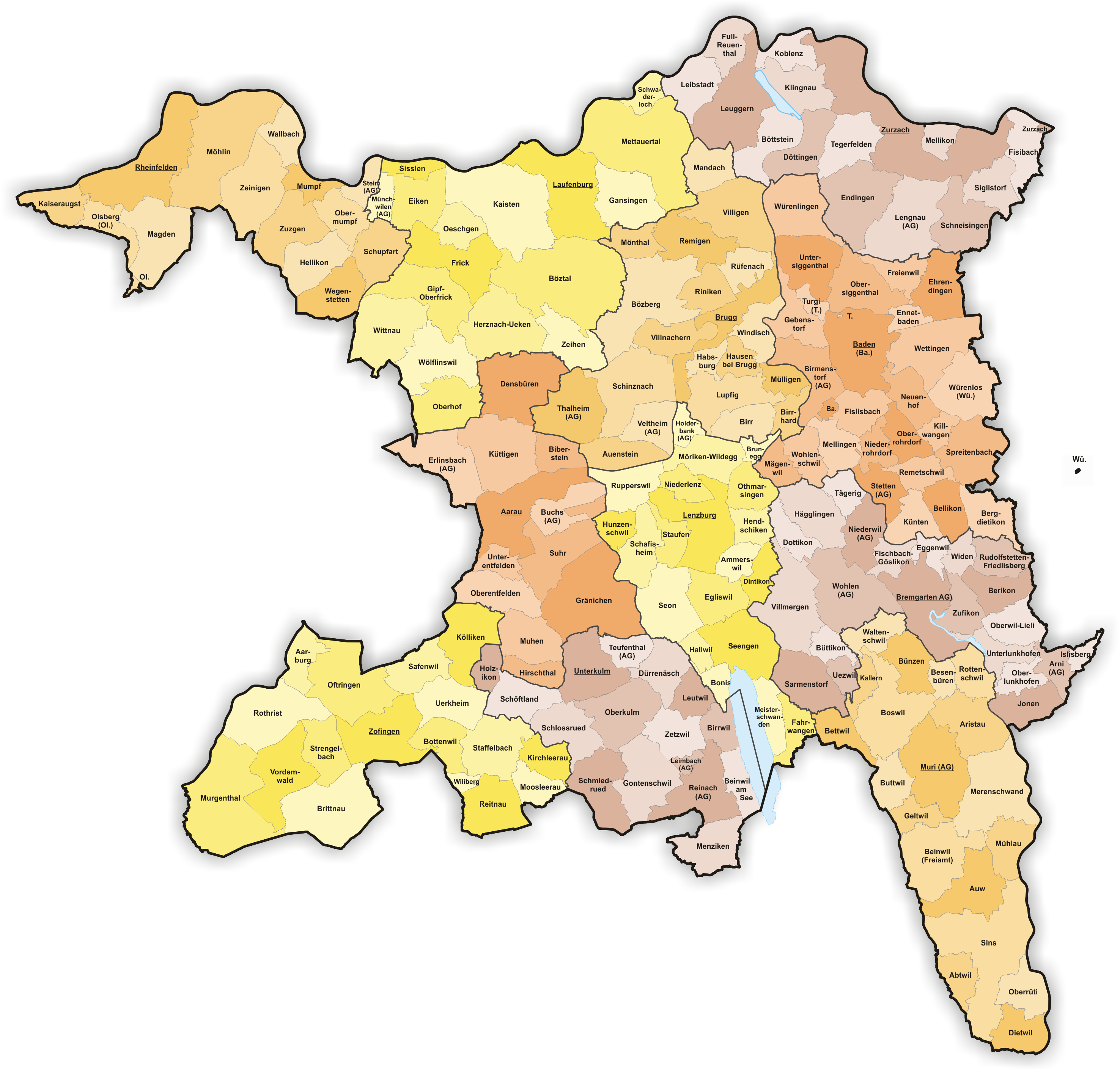
Gemeinden bis 2022
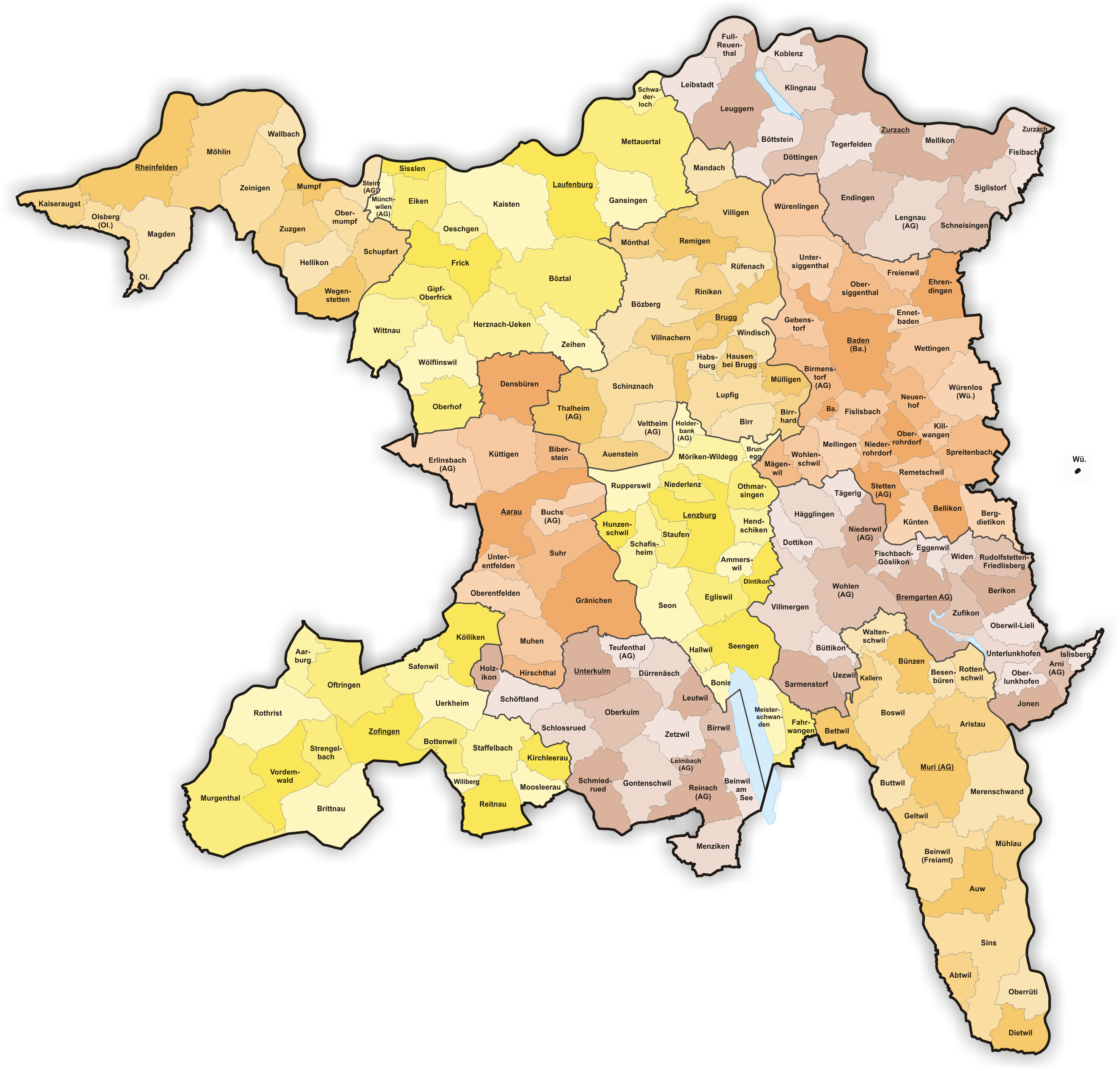
Gemeinden bis 2023

Seit 1853 verringerte sich die Anzahl der Gemeinden einschließlich aller Fusionen und Trennungen um 29.

### Fusionen
- Abtrennung von Oberzeihen von der Gemeinde Herznach/Auflösung der Gemeinde Niederzeihen → Zusammenschluss zur neuen Gemeinde Zeihen (1853)
- Auflösung der Gemeinden Oberleibstadt und Unterleibstadt → Zusammenschluss zur neuen Gemeinde Leibstadt (3. Mai 1866)
- Auflösung der Gemeinde Rein → Eingemeindung nach Rüfenach (1. Januar 1898)
- Auflösung der Gemeinde Alliswil → Eingemeindung nach Boniswil (1899)
- Auflösung der Gemeinde Werd → Eingemeindung nach Rottenschwil (1899)
- Auflösung der Gemeinde Retterswil → Eingemeindung nach Seon (1899)
- Auflösung der Gemeinde Mellstorf → Eingemeindung nach Wislikofen (1. Januar 1899)
- Auflösung der Gemeinde Tennwil → Eingemeindung nach Meisterschwanden (1900)
- Auflösung der Gemeinden Kempfhof und Oetlikon → Eingemeindung nach Würenlos (1900)
- Auflösung der Gemeinde Altenburg → Eingemeindung nach Brugg (1. Januar 1901)
- Auflösung der Gemeinde Nesselnbach → Eingemeindung nach Niederwil (1. Januar 1901)
- Auflösung der Gemeinden Balzenwil und Riken → Zusammenschluss zur neuen Gemeinde Murgenthal (1901)
- Auflösung der Gemeinde Wittwil → Eingemeindung nach Staffelbach (1901)
- Auflösung der Gemeinden Büblikon und Wohlenschwil → Zusammenschluss zur neuen Gemeinde Wohlenschwil (1. Januar 1906)
- Auflösung der Gemeinde Lieli → Eingemeindung nach Oberwil (1909)
- Auflösung der Gemeinde Anglikon → Eingemeindung nach Wohlen (1. Januar 1914)
- Auflösung der Gemeinde Waldhäusern → Eingemeindung nach Bünzen (1940)
- Auflösung der Gemeinde Dättwil → Eingemeindung nach Baden (1. Januar 1962)
- Auflösung der Gemeinde Lauffohr → Eingemeindung nach Brugg (1. Januar 1970)
- Auflösung der Gemeinde Sulz (Bezirk Baden) → Eingemeindung nach Künten (1973)
- Auflösung der Gemeinde Mühlethal → Eingemeindung nach Zofingen (1. Januar 2002)
- Auflösung der Gemeinden Oberehrendingen und Unterehrendingen → Zusammenschluss zur neuen Gemeinde Ehrendingen (1. Januar 2006)
- Auflösung der Gemeinde Stilli → Eingemeindung nach Villigen (1. Januar 2006)
- Auflösung der Gemeinde Hilfikon → Eingemeindung nach Villmergen (1. Januar 2010)
- Auflösung der Gemeinde Rohr → Eingemeindung nach Aarau (1. Januar 2010)
- Auflösung der Gemeinden Etzgen, Hottwil, Mettau, Oberhofen und Wil → Zusammenschluss zur neuen Gemeinde Mettauertal (1. Januar 2010)
- Auflösung der Gemeinde Umiken → Eingemeindung nach Brugg (1. Januar 2010)
- Auflösung der Gemeinde Sulz → Eingemeindung nach Laufenburg (1. Januar 2010)
- Auflösung der Gemeinde Ittenthal → Eingemeindung nach Kaisten (1. Januar 2010)
- Auflösung der Gemeinde Benzenschwil → Eingemeindung nach Merenschwand (1. Januar 2012)
- Auflösung der Gemeinden Gallenkirch, Linn, Oberbözberg und Unterbözberg → Zusammenschluss zur neuen Gemeinde Bözberg (1. Januar 2013)
- Auflösung der Gemeinde Hermetschwil-Staffeln → Eingemeindung nach Bremgarten (1. Januar 2014)
- Auflösung der Gemeinden Oberflachs und Schinznach-Dorf → Zusammenschluss zur neuen Gemeinde Schinznach (1. Januar 2014)
- Auflösung der Gemeinde Unterendingen → Eingemeindung nach Endingen (1. Januar 2014)
- Auflösung der Gemeinde Scherz → Eingemeindung nach Lupfig (1. Januar 2018)
- Auflösung der Gemeinde Attelwil → Eingemeindung nach Reitnau (1. Januar 2019)
- Auflösung der Gemeinde Schinznach-Bad → Eingemeindung nach Brugg (1. Januar 2020)
- Auflösung der Gemeinden Bad Zurzach, Baldingen, Böbikon, Kaiserstuhl, Rekingen, Rietheim, Rümikon und Wislikofen → Zusammenschluss zu Zurzach (1. Januar 2022)
- Auflösung der Gemeinden Bözen, Effingen, Elfingen und Hornussen → Zusammenschluss zu Böztal (1. Januar 2022)
- Auflösung der Gemeinden Herznach und Ueken → Zusammenschluss zu Herznach-Ueken (1. Januar 2023)
- Auflösung der Gemeinde Burg → Eingemeindung nach Menziken (1. Januar 2023)
- Auflösung der Gemeinde Turgi → Eingemeindung nach Baden (1. Januar 2024)

### Trennungen
- Auflösung der Gemeinde Rohrdorf → Aufteilung auf die neuen Gemeinden Niederrohrdorf, Oberrohrdorf und Remetschwil (22. Mai 1854)
- Auflösung der Gemeinde Bözberg → Aufteilung auf die neuen Gemeinden Oberbözberg und Unterbözberg (24. September 1872)
- Auflösung der Gemeinde Gebenstorf → Aufteilung auf die neuen Gemeinden Gebenstorf und Turgi (1. Januar 1884)
- Auflösung der Gemeinde Arni-Islisberg → Aufteilung auf die neuen Gemeinden Arni und Islisberg (1. Januar 1983)

### Namensänderung
- Niederzeihen → Zeihen (1. Januar 1853)

- Niederwil (Zofingen) → Rothrist (1. Januar 1890)

- Schinznach → Schinznach Dorf (1. Januar 1938)
- Birrenlauf → Schinznach Bad (1. Januar 1938)

- Meienberg → Sins (1. Januar 1941)

- Oberendingen → Endingen (1. Januar 1945)

- Niederhallwil → Hallwil (1. Januar 1951)
- Möriken → Möriken-Wildegg (1. Januar 1951)
- Beinwil bei Muri → Beinwil (Freiamt) (1. Januar 1951)

- Rudolfstetten → Rudolfstetten-Friedlisberg (1. Januar 1953)

- Oberwil (AG) → Oberwil-Lieli (1. Januar 1984)

- Hausen bei Brugg → Hausen (AG) (1. Januar 2003)
- Schinznach Bad → Schinznach-Bad (1. Januar 2003)
- Schinznach Dorf → Schinznach-Dorf (1. Januar 2003)

- Erlinsbach → Erlinsbach (AG) (1. Januar 2006)
- Zurzach → Bad Zurzach (1. Dezember 2006)